# Сухопутные силы Литвы
Сухопутные войска Литвы (СВ Литвы) (самоназвание: лит. Sausumós pájėgos — «Сухопутные силы») — вид вооружённых сил Литвы.

## Задачи сухопутных сил
- Обеспечение постоянной боеготовности в сотрудничестве с другими силами
- Организация национальной обороны на суше
- Организация обороны жизненно важных стратегических объектов
- Участие в международных миссиях по поддержанию мира

## Командование
До создания отдельного командования рода сил, задачи по управлению были возложены на объединённый штаб сил, однако с 2001 года было принято решение о создании отдельного командования сухопутных сил.
Список командующих силами:
- С 2001 года по 2004 год — бригадный генерал Валдас Туткус (лит. Brg. gen. Valdas Tutkus)
- С 2004 по 2007 год —  бригадный генерал Арвидас Поцюс (лит. Brg. gen. Arvydas Pocius)
- С 2008 по 2012 год —  бригадный генерал Йонас Витаутас Жукас (лит. Brg. gen. Jonas Vytautas Žukas)
- С 2012 по 2016 год — генерал-майор (временно) Алмантас Лейка (лит. Gen. mjr. Almantas Leika)
- С 2016 по 2019 год —  генерал-майор Вальдемарас Рупшис (лит. Gen. mjr. Valdemaras Rupšys)
- С 2019 по 2022 год — бригадный генерал Раймундас Вайкшнорас (лит. Brg. gen. Raimundas Vaikšnoras)
- С 27 июля 2022 года — бригадный генерал Артурас Радвилас (лит. Brg. gen. Artūras Radvilas)

## История

### Восстановление сухопутных формирований

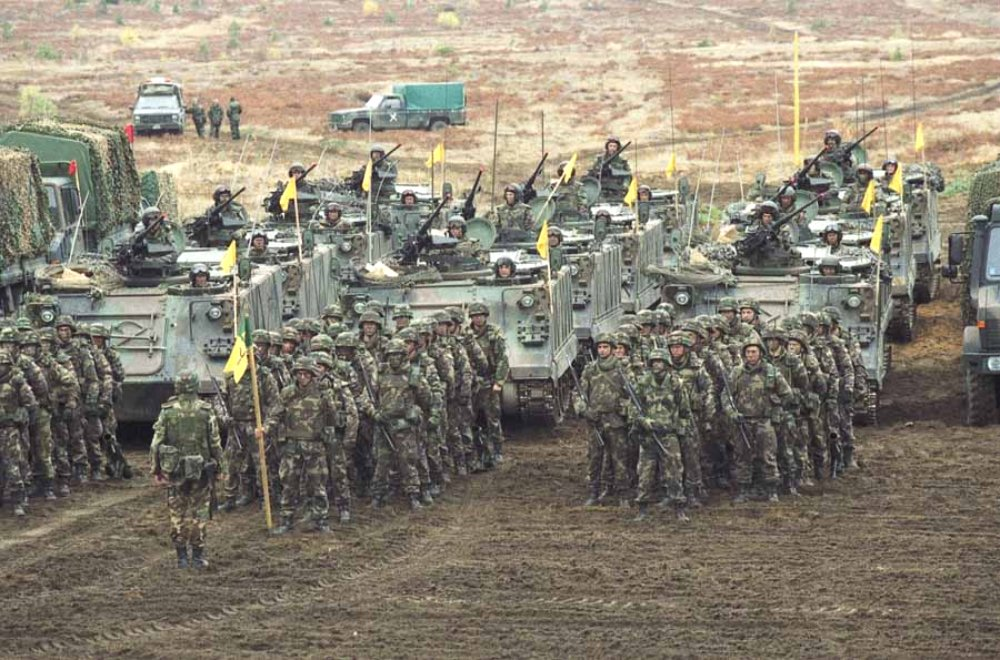
Литовская пехота на учениях в 2003 году.

В 1991 году сформирована Добровольческая служба охраны края выполнявшая задачи регулярных вооружённых сил до их полного воссоздания.
В этом же году в целях воссоздания регулярных наземных частей сформирована Учебная часть, позже переформированная в мотодесантную бригаду быстрого реагирования (бригаде в 1992 году присвоено наименование «Железный волк»). С 1994 года наземные части участвовали в международных операциях ООН и НАТО.
В 1995 году сформирован отдельный инженерный батальон уже с 1999 года батальон получил наименование в честь полковника Йозаса Виткуса. В этом же году сформирована моторизованная бригада «Жемайтия» в 2002 году реорганизованная в западный военный округ а к 2004 году ликвидирована.

### Самостоятельный род сил
С 2001 года оформлено официальное наименование рода сил - Полевые силы, сформирован штаб.
В 2003 году подразделения Добровольческих сил вошли в состав полевых сил. С получением приглашения в НАТО концепция войск территориальной обороны была отброшена, сфокусировавшись на подготовку активного резерва и экспедиционные операции. Развёрнут контингент логистической поддержки в регион Персидского залива.
С 17 марта 2004 года Добровольческие силы охраны края в соответствии с указом Правительства Литвы выполняют функции экспедиционных войск. В апреле того же года служащие ДСОК сменили контингенты регулярных войск на Балканах.
В 2006 году моторизированная бригада «Железный волк» вошла в состав Датской дивизии.
В 2008 году род сил переименован в Сухопутные силы.
С 2009 года Добровольческие силы официально выполняют функции национальной гвардии - ликвидации техногенных и природных катастроф, поддержки правоохранительных органов.

В 2011 году создан Учебный центр имени Йозаса Лукши объединивший все специальные учебные подразделения сил.

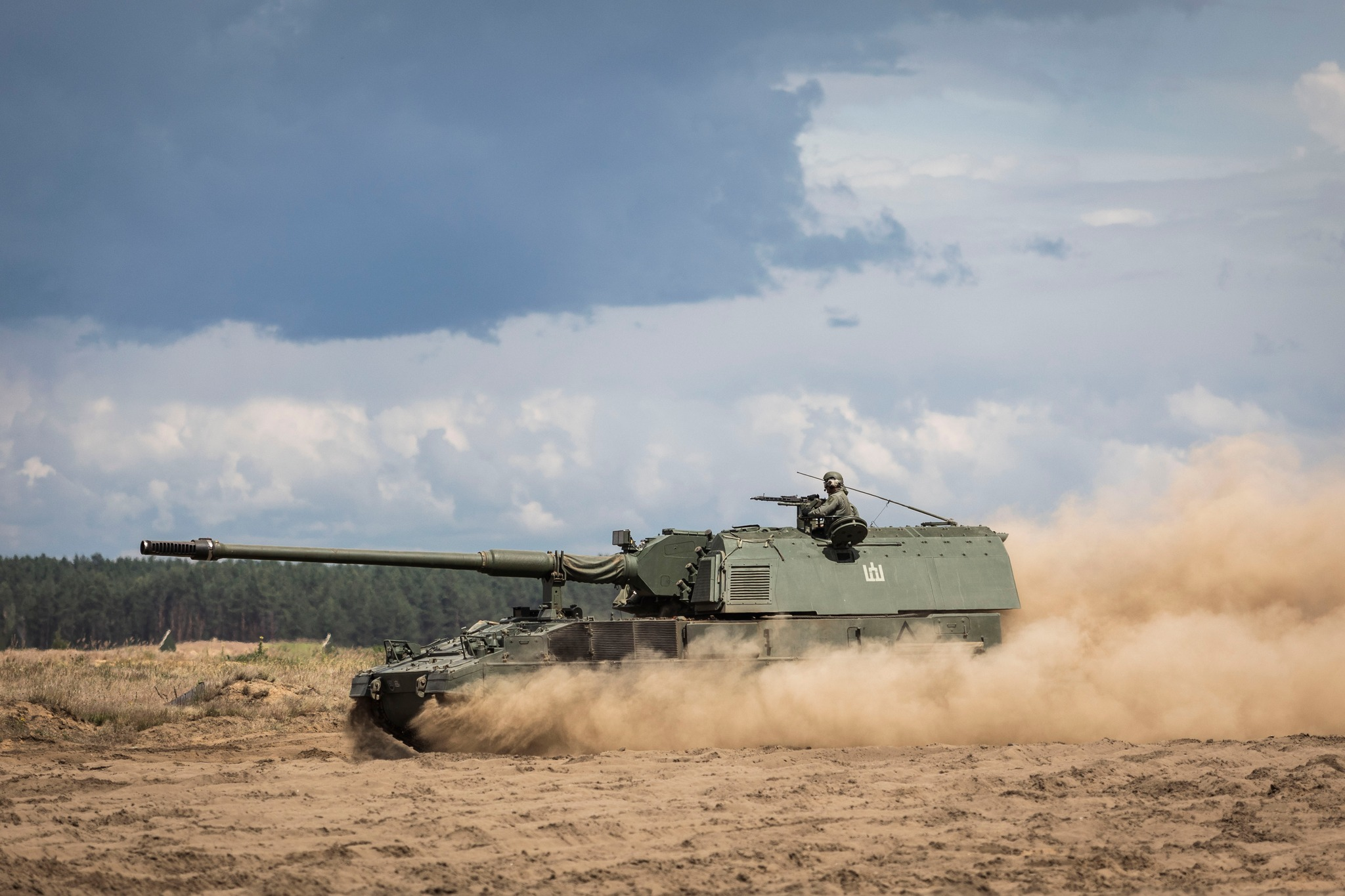
САУ PzH 2000 на учениях.

С началом Майдана на Украине, c 2014 года два батальона бригады «Железный волк» входят в силы быстрого реагирования, а с 2015 года начинается зачисление призывников в части сухопутных сил.
В 2016 и в 2018 годах сформированы бригады моторизированная «Жемайтия» и лёгкая пехотная «Аукштайтия»
C 2021 года принята новая структура подразделений за основу которой была взята концепция пехотных и лёгких пехотных бригад - разделение на механизированные и моторизированные бригады - ликвидировано.
С 2024 года принята новая структура которая должна к 2030 году должна достичь полных операционных возможностей. Так из изменений помимо увеличения численности войск:
- Сформирована 1-я дивизия объединившая все регулярные войска, дивизия войдёт в Многонациональный корпус НАТО «Северо-Восток»;
- Бригада «Железный волк» выходит из состава 10-й танковой дивизии (ФРГ) Европейского корпуса и Многонациональной дивизии «Северо-Восток» и входит в состав 1-й дивизии (Литва) Многонационального корпуса НАТО «Северо-Восток»;
- «Аукштайтия» переформирована в пехотную бригаду, установлен штатный состав её подразделений из учебного командования;
- Переформирован инженерный батальон Юозаса Виткуса в инженерный полк Юозаса Виткуса;
- Батальон воздушной обороны военно-воздушных сил переформирован в полк воздушной обороны ВВС входящий в состав сухопутных сил во время мобилизации;
- Начато формирование артиллерийского полка в состав которого будет введена ныне отдельная батарея ракетной артиллерии;
- «Жемайтия» получает собственный логистический батальон;
- Гусарский батальон бригады «Железный волк» с 2027 года именуется танковым.[2]

### Участие в зарубежных операциях
С 1994-го года, литовские сухопутные силы участвуют в миротворческих операциях в широком спектре стран. Первым литовским миротворческим формированием стал Балтийский миротворческий батальон (Балтбат) в состав которого помимо литовских военнослужащих входили солдаты Латвии и Эстонии. Первой миротворческой операцией соединения стало участие в SFOR в Боснии и Герцеговине под командованием НАТО, батальон был расформирован в 2021 году. Вторым важным миротворческим соединением стал проект литовско-польского миротворческого батальона который участвовал в операциях в Косово, Ираке, Сирии, Ливане и Ираке с 1997 по 2007 год. Он стал важной отправной точкой создания крупнейшего современного миротворческого соединения Литовско-польско-украинской бригады, задачей которой стала не только подготовка и выполнение миротворческих операций, но и увеличение сотрудничества между странами Люблинского треугольника в целях скорейшего принятия Украины в НАТО.

## Структура

### Рода войск

#### Боевые формирования

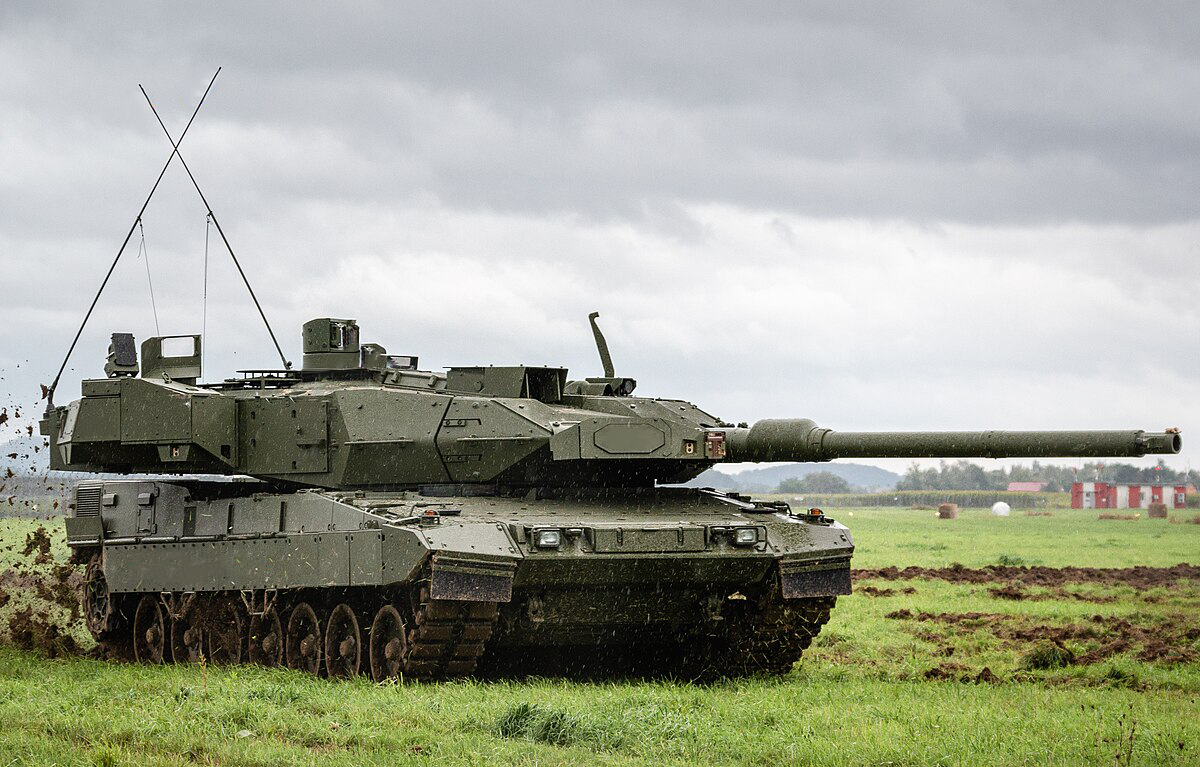
Основной боевой танк Леопард 2А8

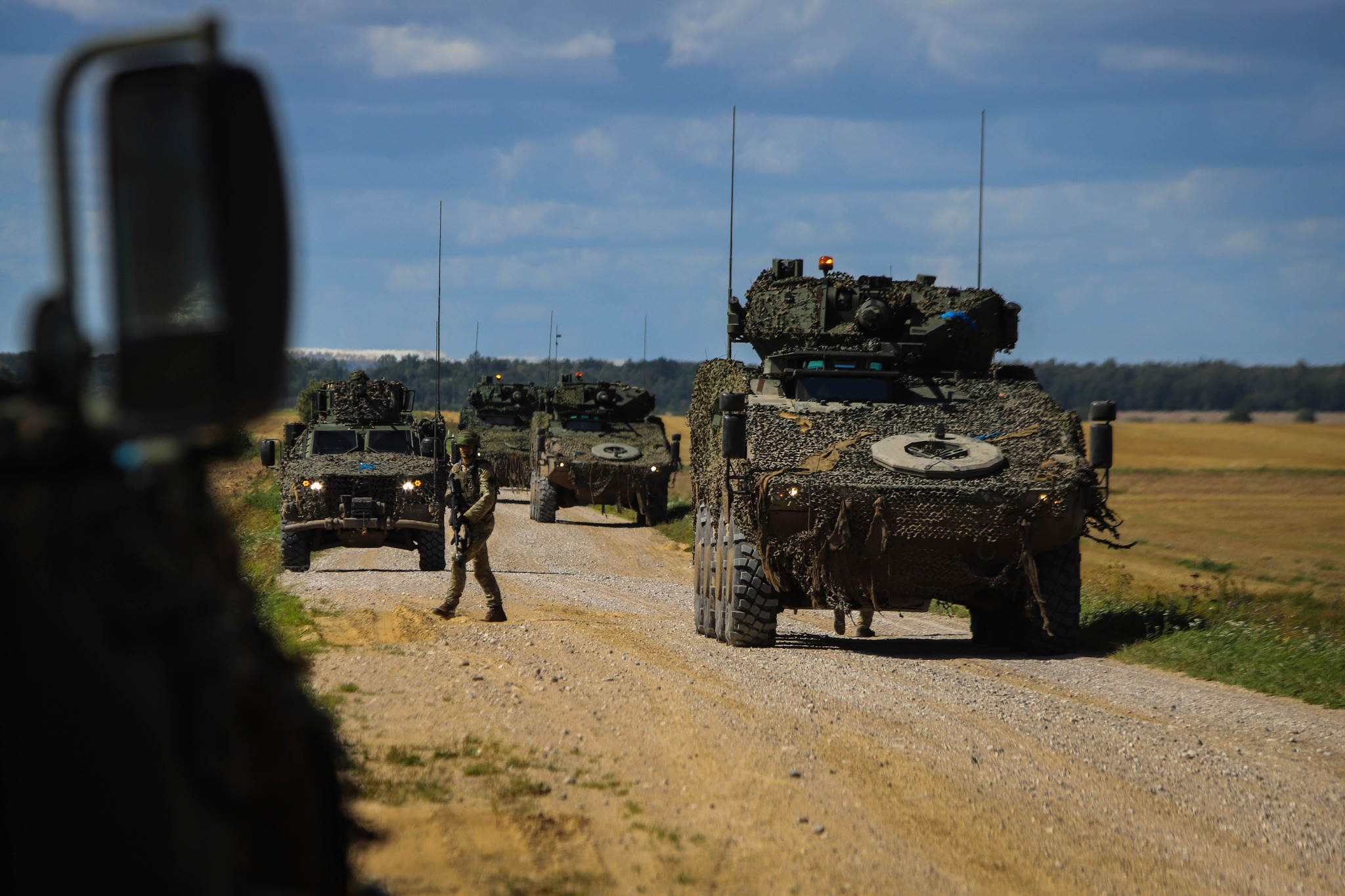
Пехотный батальон «Великий князь Литовский Ольгерд» на учениях «Iron Wolf II»

- Танки (Tankai)
- Пехота (Pėstininkai)
  - Лёгкая пехота
- Кавалерия (Kavalerija)
  - Гусары
  - Драгуны
  - Уланы
- Добровольцы(Savanoriai)

#### Формирования боевого обеспечения
- Артиллерия (Artilerija)

- Инженеры (Inžineriai)

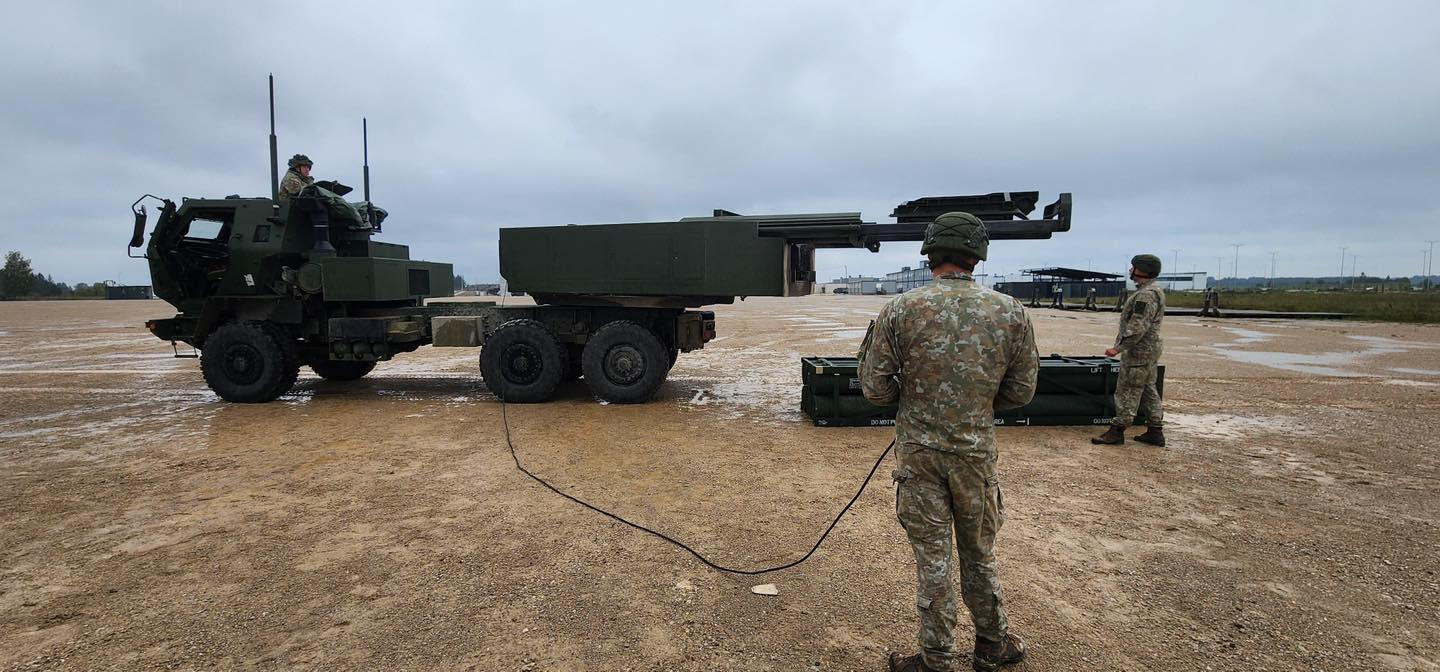
Учения батареи ракетной артилерии в Эстонии в ходе "Baltic Alliance".

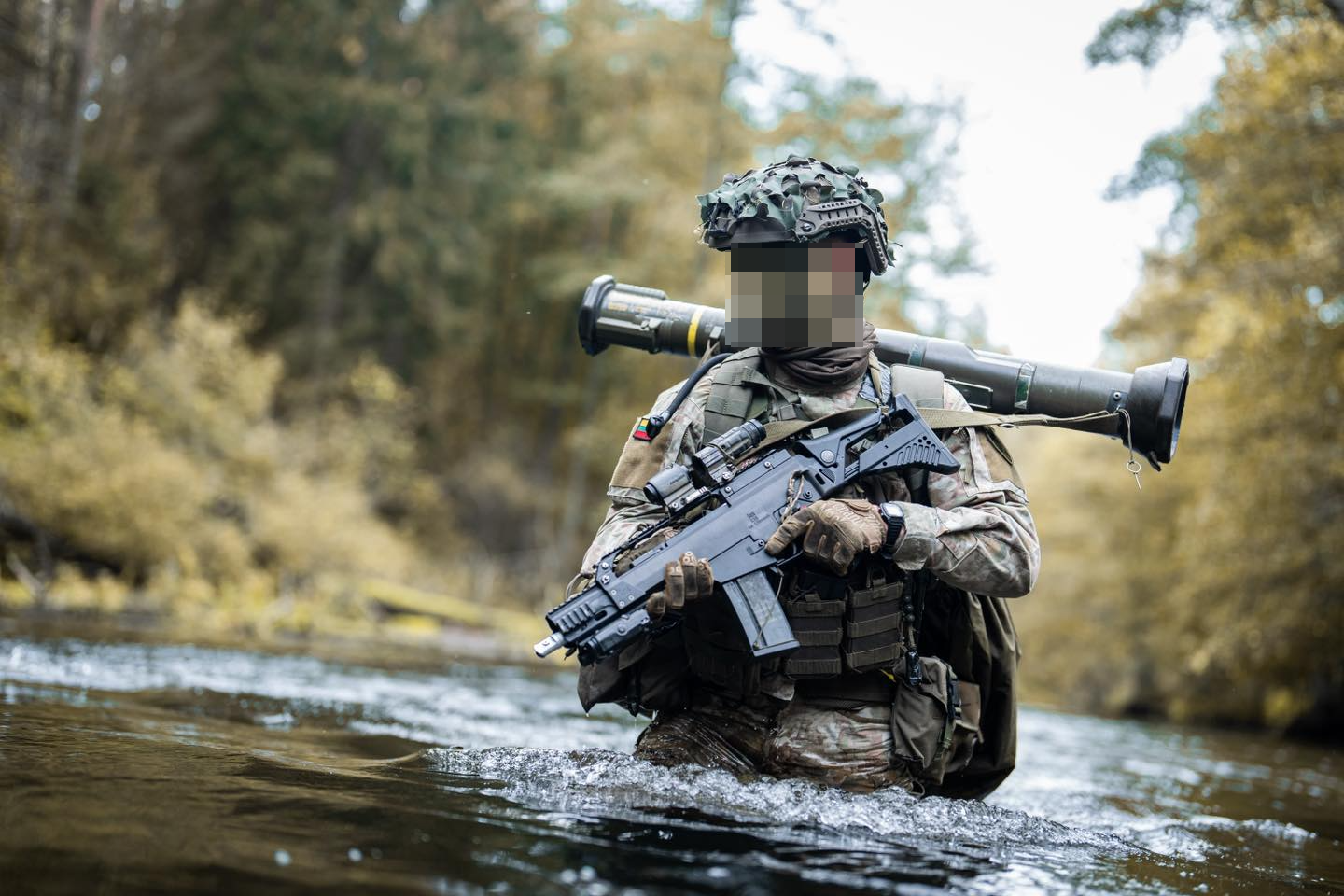
Учения взвода разведки пехотного батальона «Великий князь Литовский Альгирдас» бригады«Железный волк» 1-й дивизии.

- Войсковая разведка (Žvalgai)
- Связь (Ryšiai)

#### Формирования тылового обеспечения (в ведении Объединённого командования логистического обеспечения)
- Материально-техническое обеспечение (Logistinis aprūpinimas)
- Транспортное обеспечение (Transportavimas)
- Медицинское обеспечение (Medicininis aprūpinimas)

#### Исторические рода войск
- Мотодесант (Motodesantas)

### Типы подразделений
- Дивизия ☓☓ (Divizija) — состоит из минимум трёх бригад и дивизионных частей, численность около 17—22 тысяч военнослужащих.
- Бригада ☓ (Brigada) — основное тактическое формирование в Литве с 2023 года. По штату включает в себя управление (штаб) бригады, три-четыре линейных батальона, артиллерийский батальон, батальон материально-технического обеспечения. Командиром бригады СВ обычно является старший офицер в звании полковника, или бригадного генерала. Бригада насчитывает около 5 тыс. чел. личного состава.
- Полк ❘❘❘ (Pulkas) — тактическое соединение в составе дивизии или бригады включающее минимум два батальона. Командиром соединения является полковник.
- Отряд ❘❘ (лит. Rinktinė — дословно сборная) — территориальная единица примерно соответствующая по численности деташементу, полку или батальону, данное наименование применяется к подразделениям обособленных родов войск чаще всего имеющим численность персонала равное батальону или незначительно выше. (около 1 тысячи военнослужащих)
- Батальон ❘❘ (Batalionas) является частью низового уровня. По штату имеет до трёх (пять — семь в отдельных батальонах) рот (батарей в артдивизионах), штабные подразделения, разведроту, подразделения связи и МТО. Командиром батальона обычно является старший офицер в звании полковника-лейтенанта. Батальон (дивизион) в среднем насчитывает от 800 до 1500 чел. личного состава.
- Рота/Батарея ❘ (Kuopa/Baterija) — (от 90 до 100 военнослужащих)
- Взвод ●●● (Būrys — дословно отряд) — (от 25 до 60 военнослужащих)
- Отделение ● (Skyrius) — (от 6 до 12 военнослужащих)
- Звено Ø (Grandis) — (численность 4 солдата)

### Структура

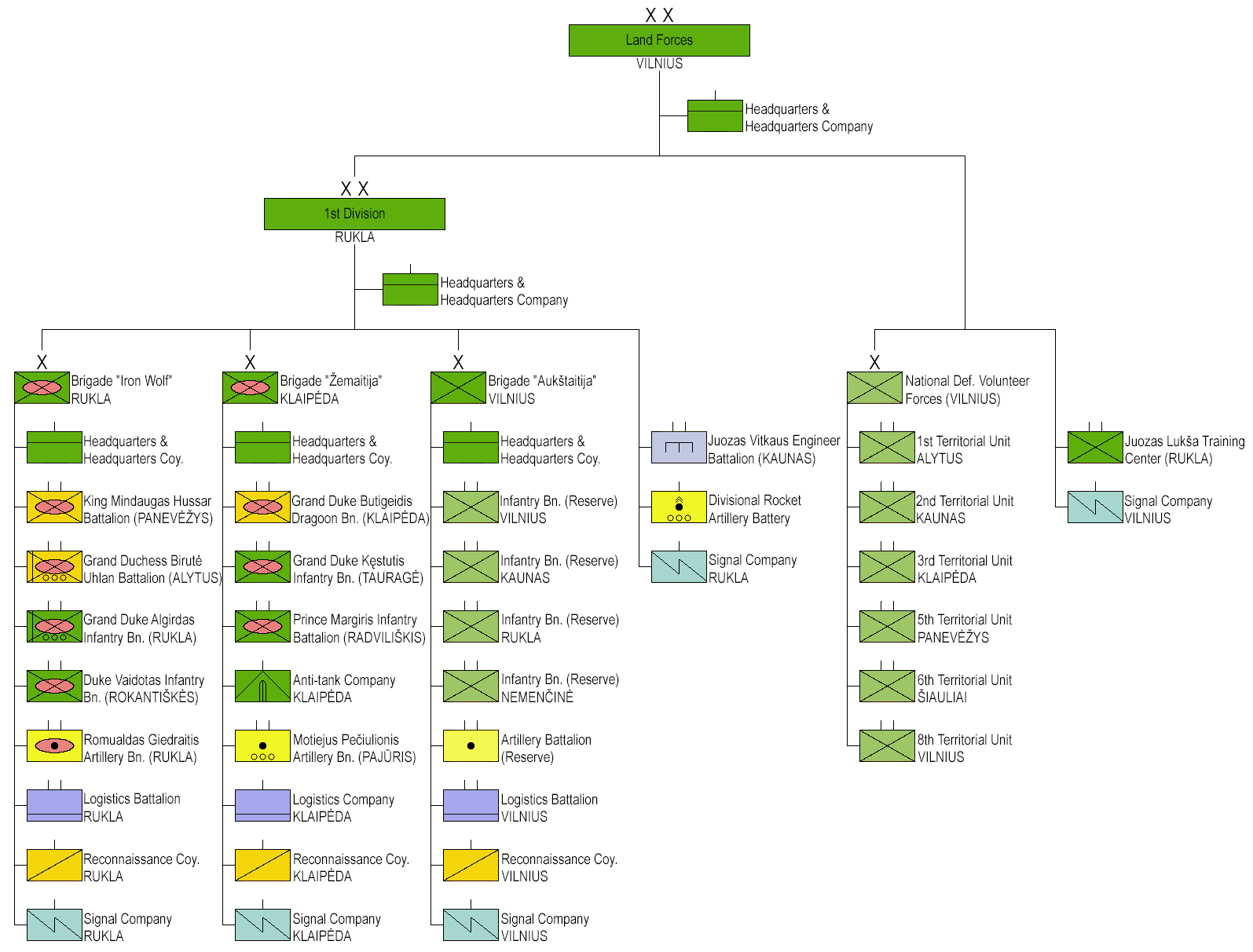
Структура сухопутных сил в 2025 году.

Штаб руководства Сухопутных сил (Sausumos pajėgų vadovybės štabas)
- Рота связи штаба руководства Сухопутных сил (SP Vadovybės štabo ryšių kuopa)
- Учебный центр майора Юозаса Лукши (Majoro Juozo Lukšos mokymo centras)
  - Управление центра и роты поддержки (Рукла)
    - Курсы разведки (Žvalgybos kursai) (бывш. школа разведки)
    - Курсы общих навыков (Įgūdžių formavimo kursai)
    - Курсы вооружения поддержки (Paramos ginklų kursai)
    - Курсы военной инженерии (Karo inžinerijos kursai) (бывш. школа военной инженерии)
    - Курсы борьбы и некинетических операций (Kovos ir nekinetinių operacijų kursai)
    - Курсы оценки подразделений (Padalinių vertinimo kursai)
- 1-я дивизия (Pirmoji divizija)
  - Штаб дивизии (Divizijos štabas)
    - Пехотная бригада «Железный волк» (Pėstininkų brigada "Geležinis Vilkas")
      - Штаб бригады и роты поддержки (Brigados štabas ir paramos kuopos)
        - Танковый батальон (Tankų batalionas), на стадии формирования (будет оснащён Leopard 2A8).
        - Уланский батальон Великой княгини Бируте (Lietuvos didžiosios kunigaikštienės Birutės ulonų batalionas), будет переоснащён CV90.
        - Пехотный батальон Великого князя Литовского Альгирдаса (Lietuvos didžiojo kunigaikščio Algirdo pėstininkų batalionas), будет переоснащён CV90.
        - Батальон логистики Генерала-лейтенанта Якубаса Ясинскиса (Generolo leitenanto Jokūbo Jasinskio logistikos batalionas)

    - Пехотная бригада «Аукштайтия» (Pėstininkų brigada "Aukštaitija")
      - Штаб бригады и роты поддержки (Brigados štabas ir paramos kuopos)
        - Гусарский батальон Короля Миндаугаса (Karaliaus Mindaugo husarų batalionas), будет переоснащён Vilkas.
        - Пехотный батальон Князя Вайдотаса (Kunigaikščio Vaidoto pėstininkų batalionas), будет переоснащён Vilkas.
        - 3-й пехотный батальон (Trečiasis pėstininkų batalionas), на стадии формирования также будет оснащён Vilkas.
        - Батальон логистики бригады «Аукштайтия» (PB "Aukštaitija" logistikos batalionas), на стадии формирования.

    - Пехотная бригада «Жемайтия» Великого гетмана литовского Яна Кароля Ходкевича (LDE JK Chodkevičiaus pėstininkų brigada "Žemaitija")
      - Штаб бригады и роты поддержки (Brigados štabas ir paramos kuopos)
        - Драгунский батальон Великого князя Литовского Бутигейдиса (Lietuvos didžiojo kunigaikščio Butigeidžio dragūnų batalionas), оснащён JLTV.
        - Пехотный батальон Великого князя Литовского Кястутиса (Lietuvos didžiojo kunigaikščio Kęstučio pėstininkų batalionas), оснащён JLTV.
        - Пехотный батальон Князя Маргириса (Kunigaikščio Margirio pėstininkų batalionas), оснащён JLTV.
        - Батальон логистики бригады «Жемайтия» (PB "Žemaitija" logistikos batalionas), на стадии формирования

    - Инженерный полк Полковника Юозаса Виткуса (Pulkininko Juozo Vitkaus inžinerijos pulkas)
      - Штаб полка и рота обеспечения (Pulko štabas ir paramos kuopa)
        - 1-я рота инженерно-сапёрной поддержки (Pirmoji inžinerinės paramos kuopa)
        - 2-я рота инженерно-сапёрной поддержки (Antroji inžinerinės paramos kuopa)
        - 3-я рота инженерно-сапёрной поддержки (Trečioji inžinerinės paramos kuopa)
        - Резервная инженерная рота (Rezervinė inžinerijos kuopa)

    - Дивизионный артиллерийский полк (Artilerijos pulkas)
      - Штаб полка и батареи поддержки (Pulko štabas ir paramos baterijos)
        - Артиллерийский батальон Генерала Ромуалдаса Гедрайтиса (Generolo Romualdo Gedraičio artilerijos batalionas)
        - Артиллерийский батальон Бригадного генерала Мотеюса Печюлёниса (Brigados generolo Motiejaus Pečiulionio artilerijos batalionas)
        - Батальон самоходной артиллерии (Savaeigės artilerijos batalionas)
        - Батальон ракетной артиллерии (Salvinės artilerijos batalionas)

    - Обеспечение дивизии (Divizijos logistika)
      - Батальон транспорта (Transportavimo batalionas)
      - Батальон тылового обеспечения (Logistinio aprūpinimo batalionas)
      - Медицинский батальон (Medicininės paramos batalionas)

    - Батальон разведки (Žvalgybos batalionas)
    - Батальон связи (Ryšių batalionas)
    - Батальон военной полиции (Karo policijos batalionas)
- Добровольческие силы национальной обороны (Krašto apsaugos savanorių pajėgos)
  - Штаб сил и роты поддержки (Savanorių pajėgų vadovybės štabas)
    - 1-й территориальный отряд Округа «Дайнава» (Dainavos apygardos 1-oji rinktinė)
      - Штаб отряда и взводы поддержки (Rinktinės štabas ir paramos būriai)
        - 101-я моторизованная рота (101-oji motorizuotoji kuopa)
        - Пехотные роты в самоуправлениях региона (Всего: 9 рот)

    - 2-й территориальный отряд Округа Дарюса и Гиренаса (Dariaus ir Girėno apygardos 2-oji rinktinė)
      - Штаб отряда и взводы поддержки (Rinktinės štabas ir paramos būriai)
        - 201-я моторизованная рота (201-oji motorizuotoji kuopa)
        - Пехотные роты в самоуправлениях региона (Всего: 9 рот)

    - 3-й территориальный отряд Округа жемайтов (Žemaičių apygardos 3-ioji rinktinė)
      - Штаб отряда и взводы поддержки (Rinktinės štabas ir paramos būriai)
        - 301-я моторизованная рота (301-oji motorizuotoji kuopa)
        - Пехотные роты в самоуправлениях региона (Всего: 9 рот)

    - 5-й территориальный отряд Округа «Витязь» (Vyčio apygardos 5-oji rinktinė)
      - Штаб отряда и взводы поддержки (Rinktinės štabas ir paramos būriai)
        - 501-я моторизованная рота (501-oji motorizuotoji kuopa)
        - Пехотные роты в самоуправлениях региона (Всего: 8 рот)

    - 6-й территориальный отряд Округа «Пробуждения» (Prisikėlimo apygardos 6-oji rinktinė)
      - Штаб отряда и взводы поддержки (Rinktinės štabas ir paramos būriai)
        - 601-я моторизованная рота (601-oji motorizuotoji kuopa)
        - Пехотные роты в самоуправлениях региона (Всего: 8 рот)

    - 8-й территориальный отряд Округа «Великая борьба» (Didžiosios Kovos apygardos 8-oji rinktinė)
      - Штаб отряда и взводы поддержки (Rinktinės štabas ir paramos būriai)
        - 801-я рота некинетических операций (801-oji nekinetinių operacijų kuopa)
        - 803-я моторизованная рота (803-oji motorizuotoji kuopa)
        - Пехотные роты в самоуправлениях региона (Всего: 10 рот)

#### Международные соединения в полном или частичном оперативном подчинении командованию Сухопутных сил Литвы
- Миротворческая бригада Великого гетмана Константина Острожского (LITPOLUKRBRIG)
  - Командование бригады (г. Люблин)
  - Литовский пехотный батальон
  - Польский механизированный батальон
  - Украинский десантно-штурмовой батальон
  - Артиллерийский батальон
  - Инженерный батальон
  - Батальон противовоздушной обороны
  - Взвод РХБЗ
  - Группа разведки (ISTAR)
  - Рота военной полиции
  - Батальон прямой поддержки
- 45-я танковая бригада «Литва» (ФРГ) (Panzerbrigade 45)
  - Рота управления и обеспечения (Stabs- und Unterstützungskompanie)
  - 122-й мотопехотный батальон (Panzergrenadierbataillon 122),
  - 203-й танковый батальон (Panzerbataillon 203)
  - Многонациональная боевая группа НАТО «Литва» (NATO Multinational Battlegroup Lithuania)
  - 455-й артиллерийский батальон (Panzerartilleriebataillon 455)
  - 456-й батальон снабжения (Versorgungsbataillon 456)
  - 45-я разведывательная рота (Aufklärungskompanie 45)
  - 45-я инженерная рота (Panzerpionierkompanie 45)
  - 45-я рота связи (Fernmeldekompanie 45)

### Расформированные части
2005
- 4-й отряд округа «Тур» (Добровольческие силы)
  - Воинские части переведены в соседние территориальные отряды.
- 9-й отряд округа «Кестутис» (Добровольческие силы)
  - Воинские части переведены в соседние территориальные отряды.

2006
- 7-й отряд округа «Витовт» (Добровольческие силы)
  - Воинские части переведены в соседние территориальные отряды.

2007
- Центр миротворческих операций
- Литовско-польский миротворческий батальон

2009
- Авиационный отряд (Добровольческие силы)
  - Авиационная эскадрилья «Дарюс и Гиренас»
  - Авиационная эскадрилья «Юозас Каспаравичюс»

2021
- Балтийский миротворческий батальон

## Вооружение и военная техника

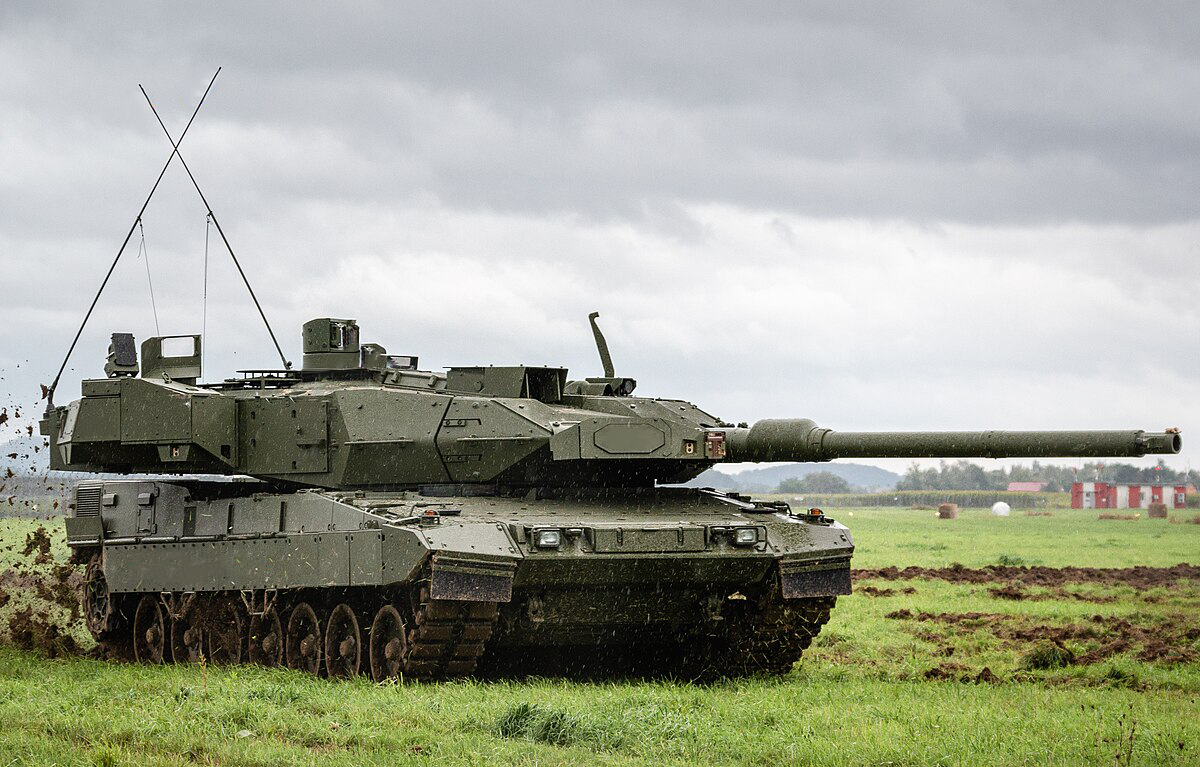
Leopard 2A8
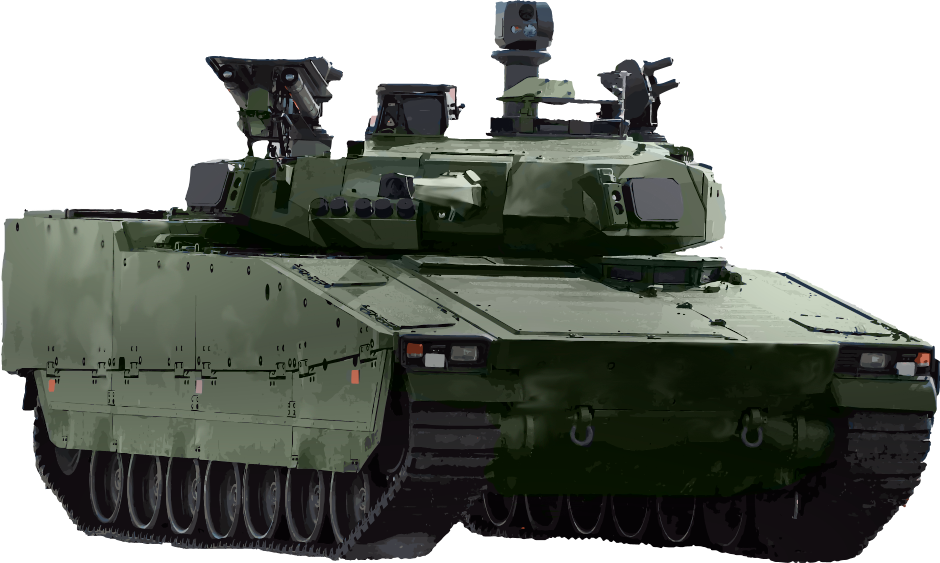
CV90 Mk IV
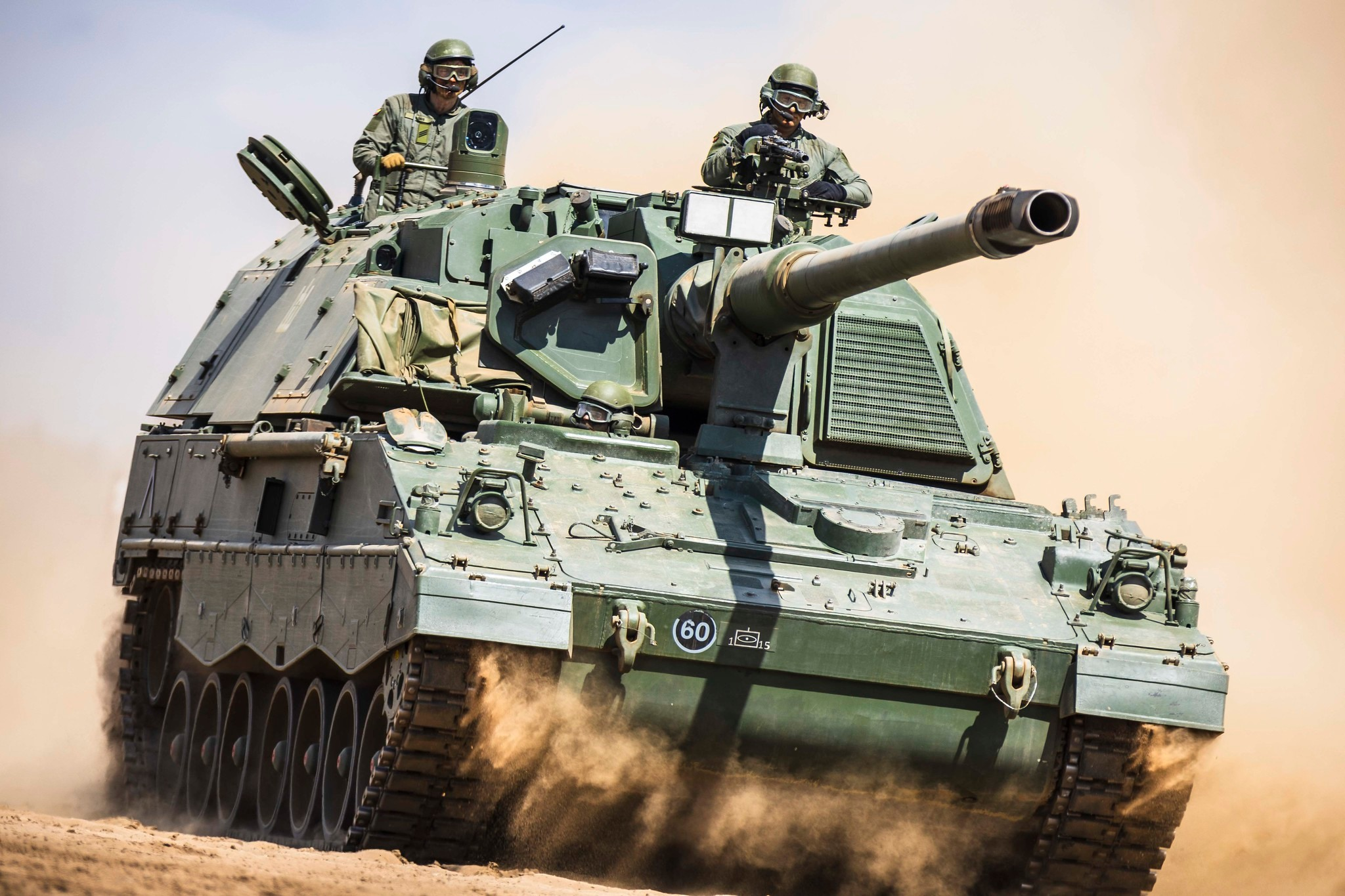
PzH 2000
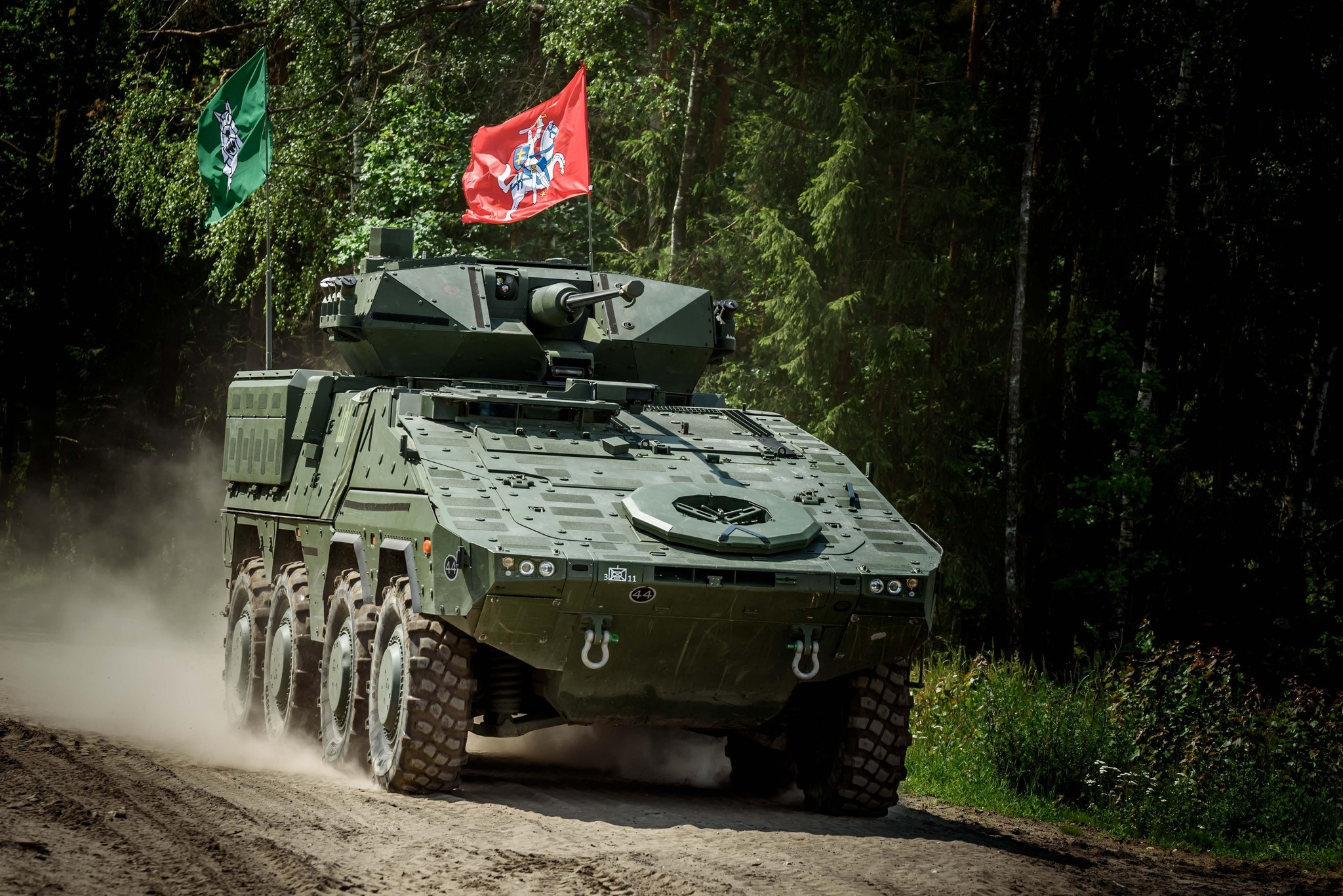
IFV Vilkas
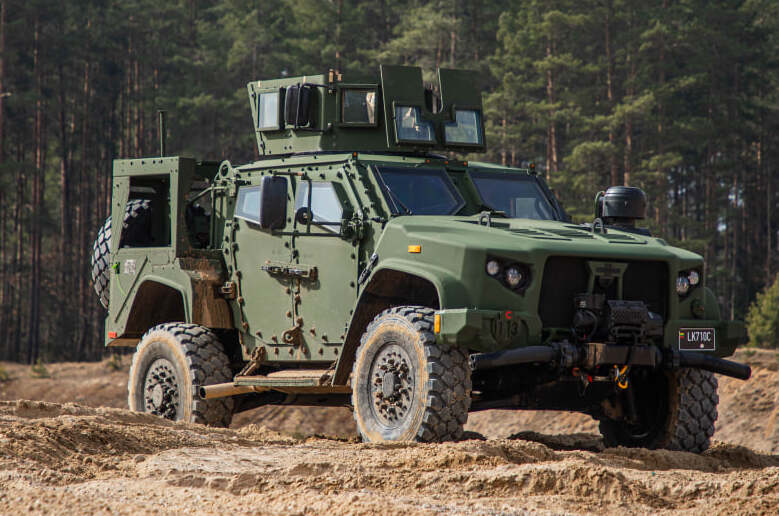
Oshkosh JLTV
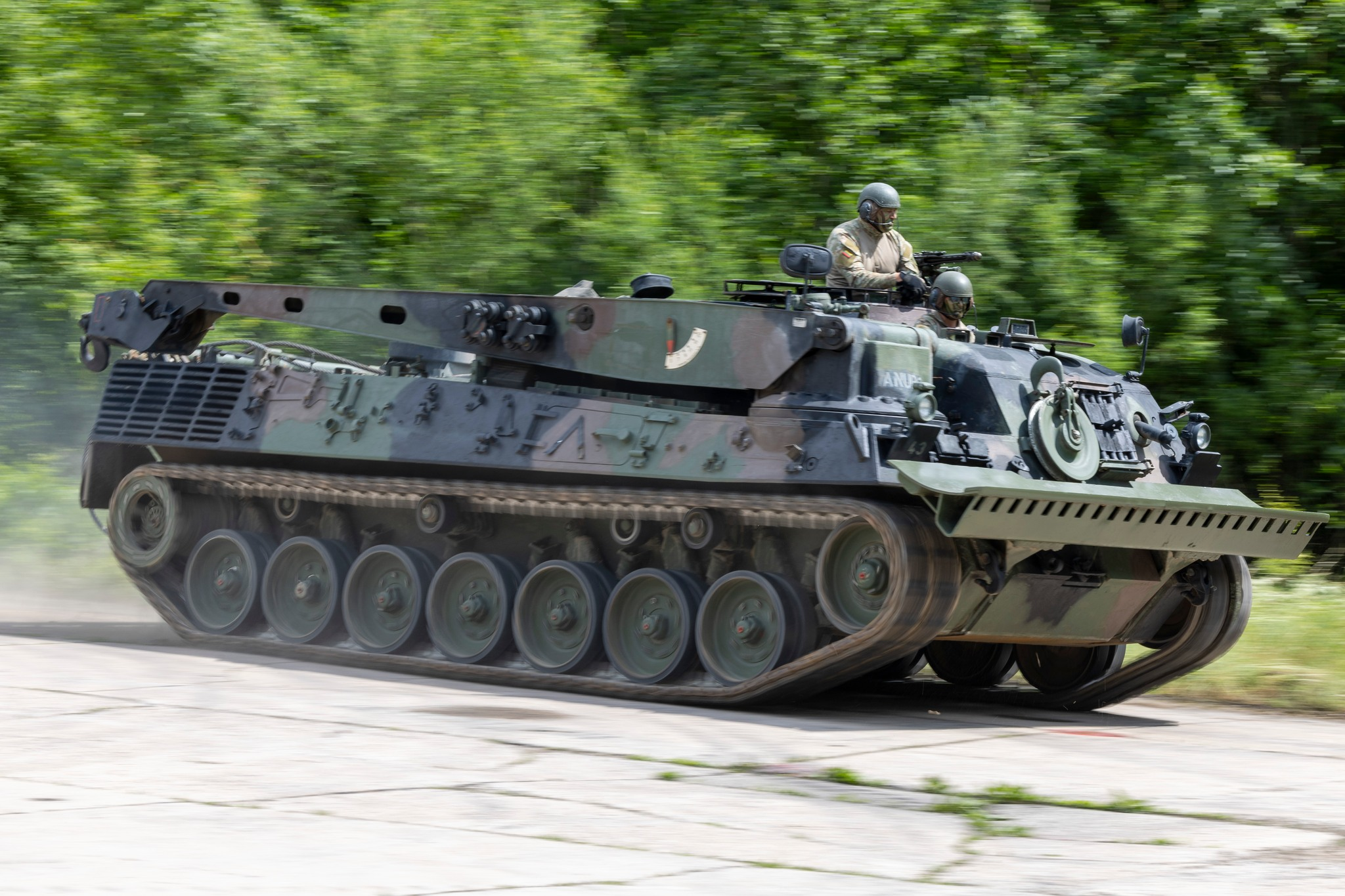
BPz 2 MOD (LTU)
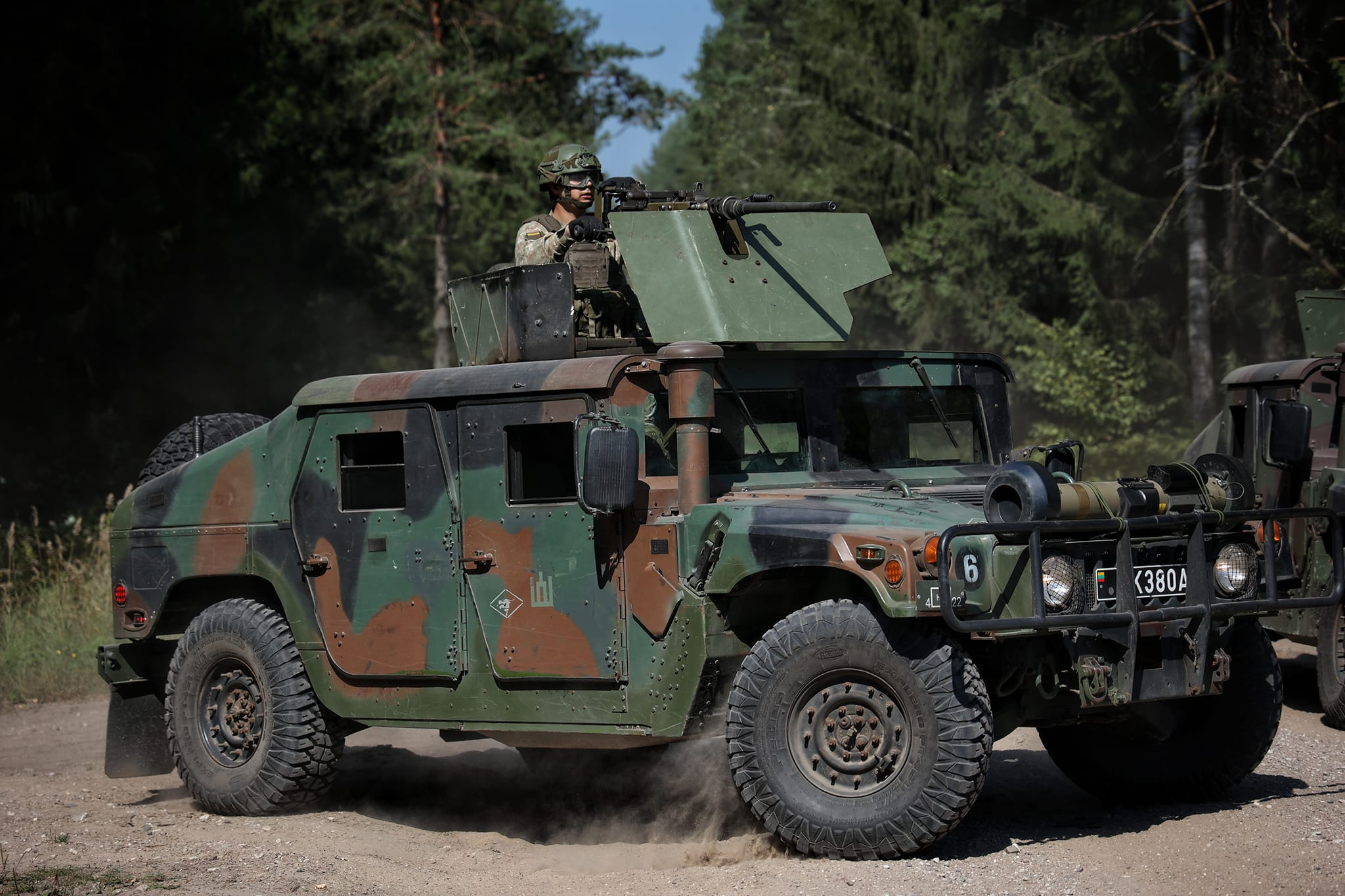
HMMWV
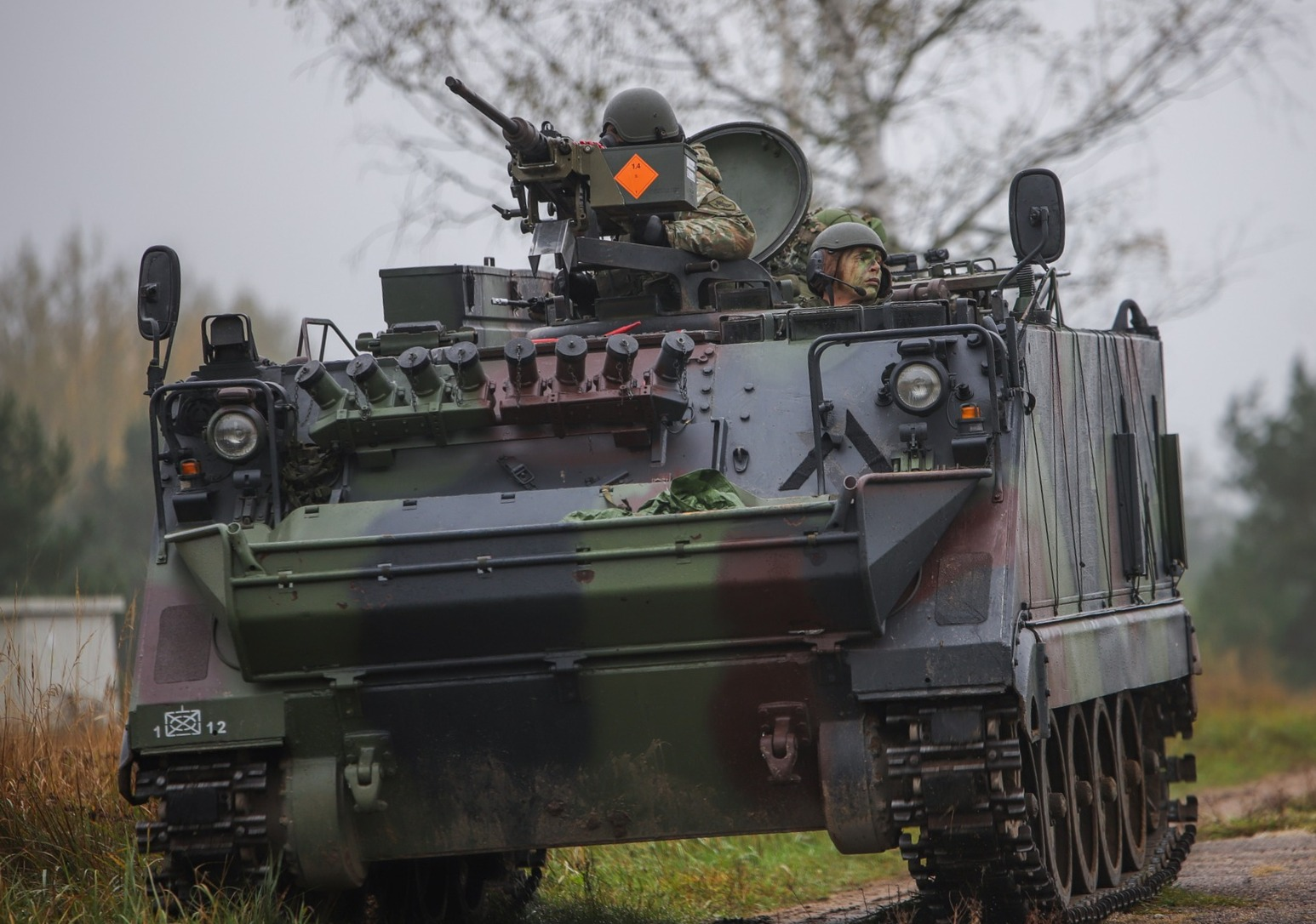
M113A2
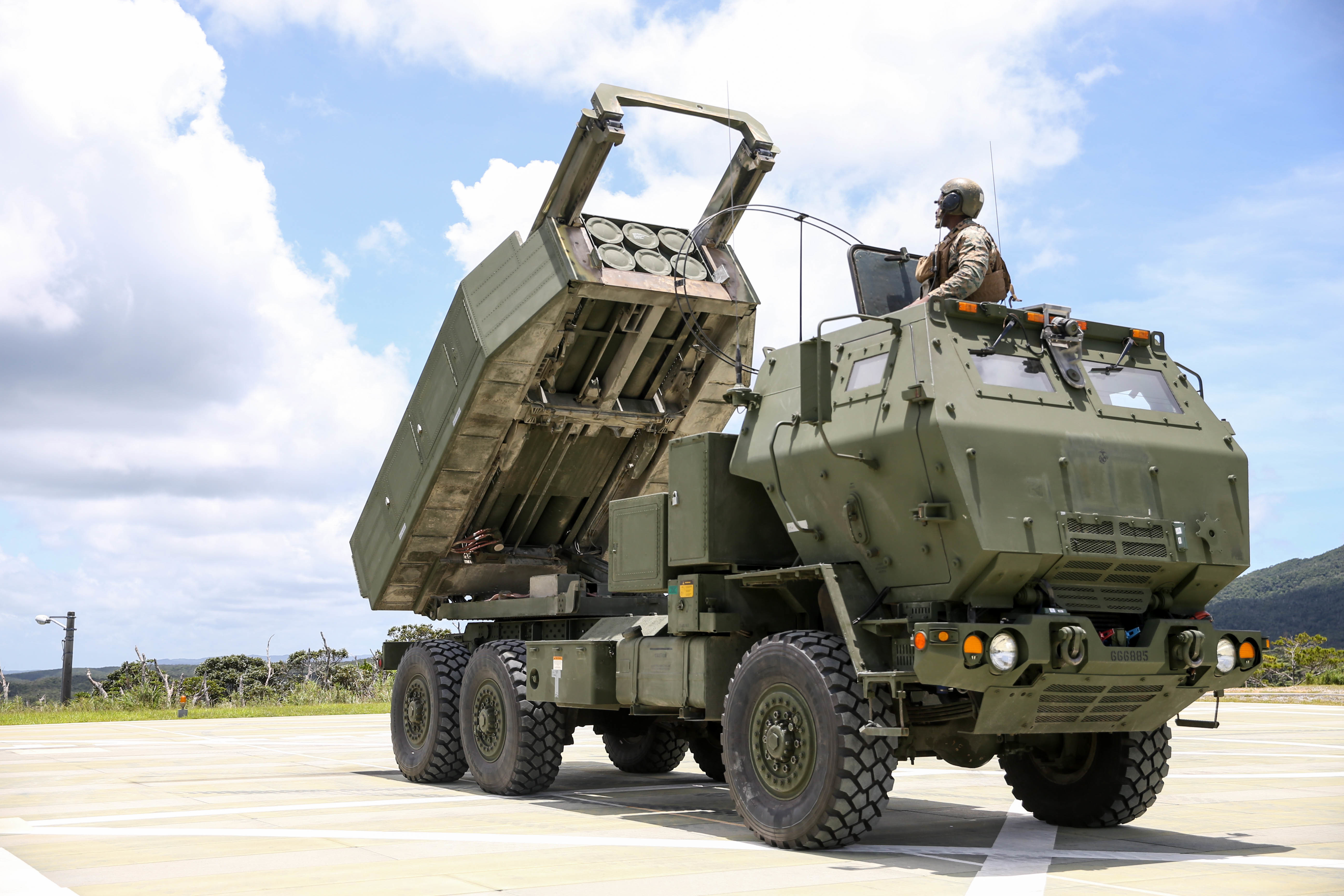
M142 HIMARS

## Галерея

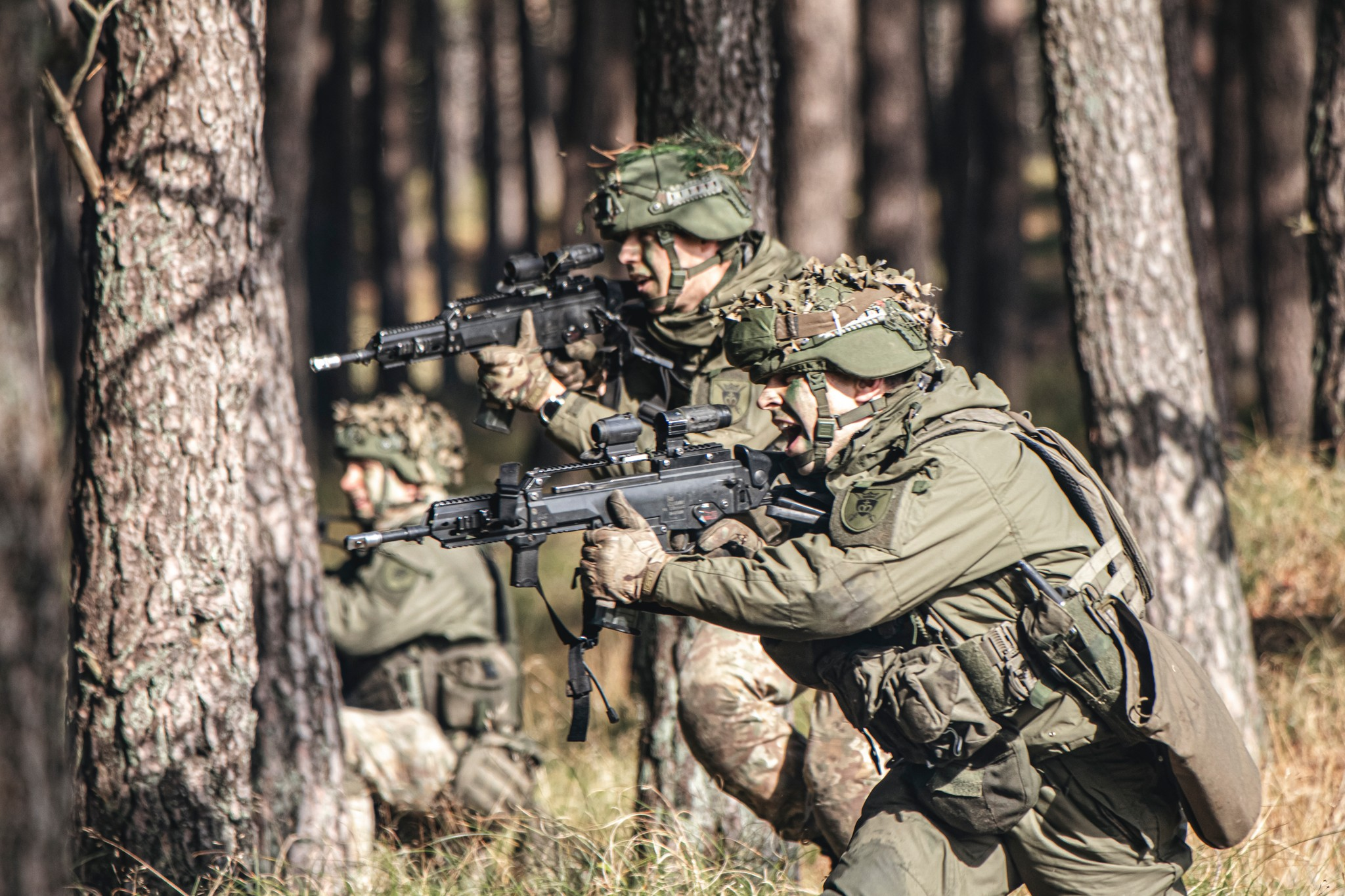
Литовские гусары на учениях
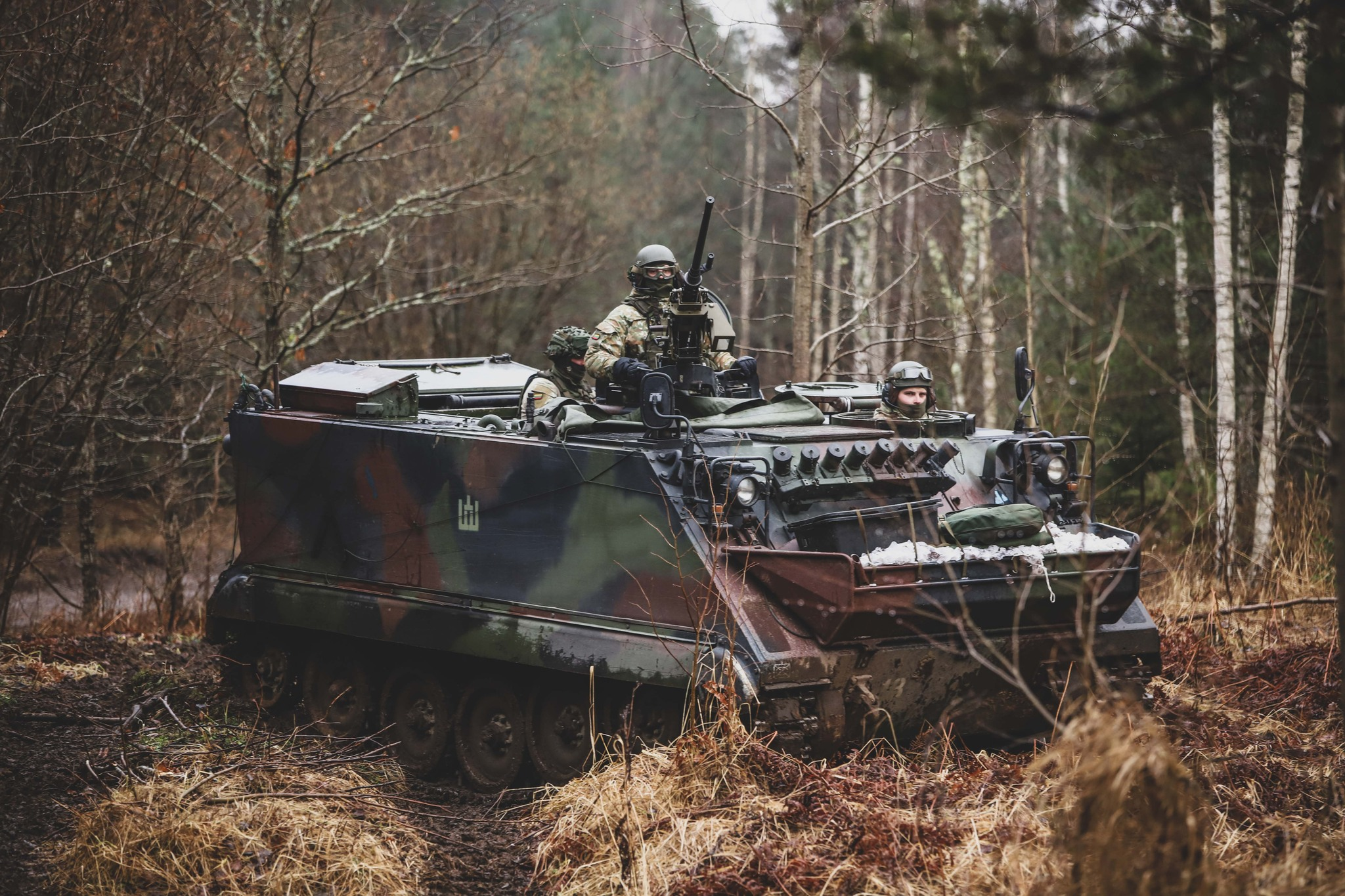
Бронетранспортёр M113 Сухопутных сил
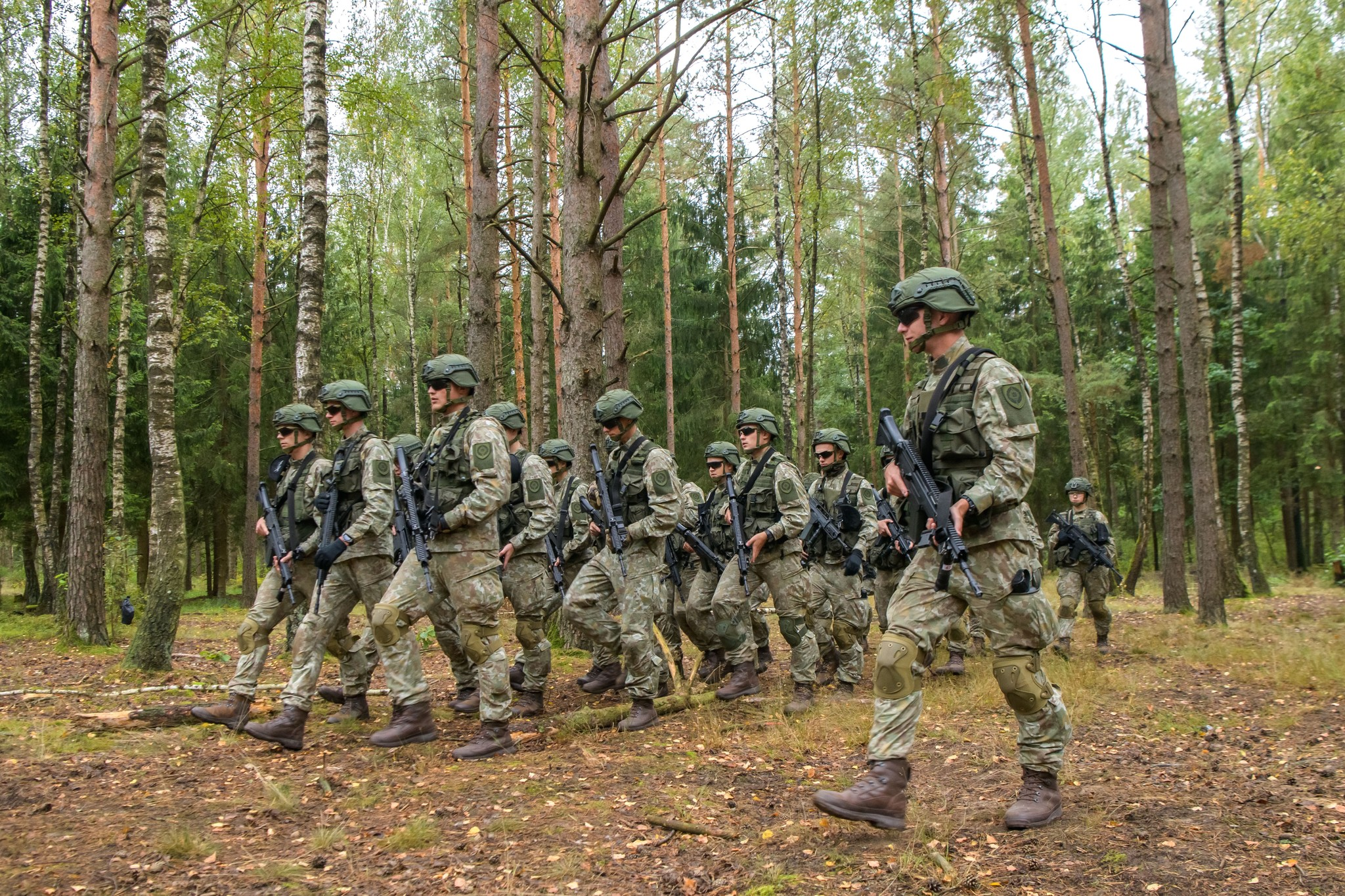
Юнкеры батальона «Йонас Жямайтис» на учениях.
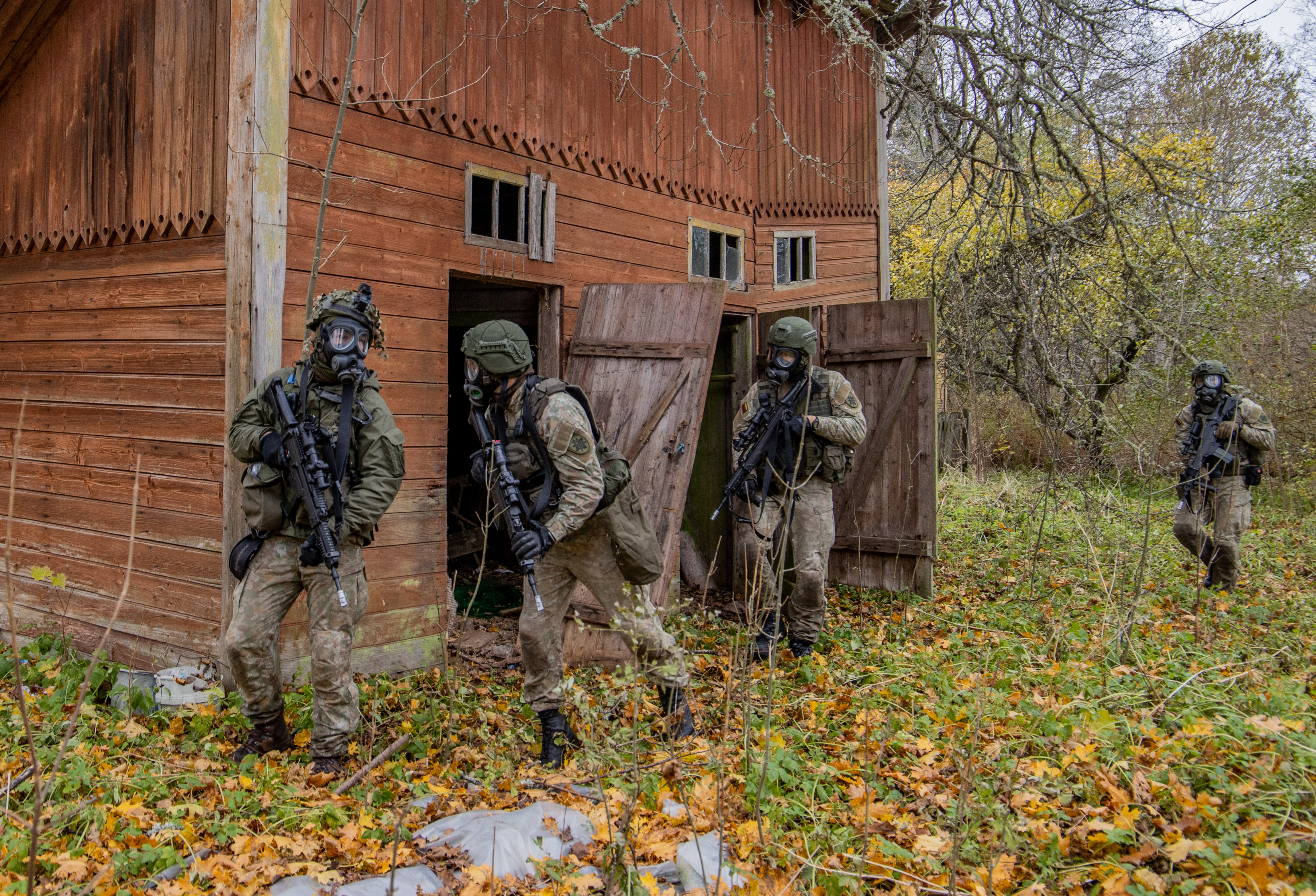
Добровольцы на учениях.
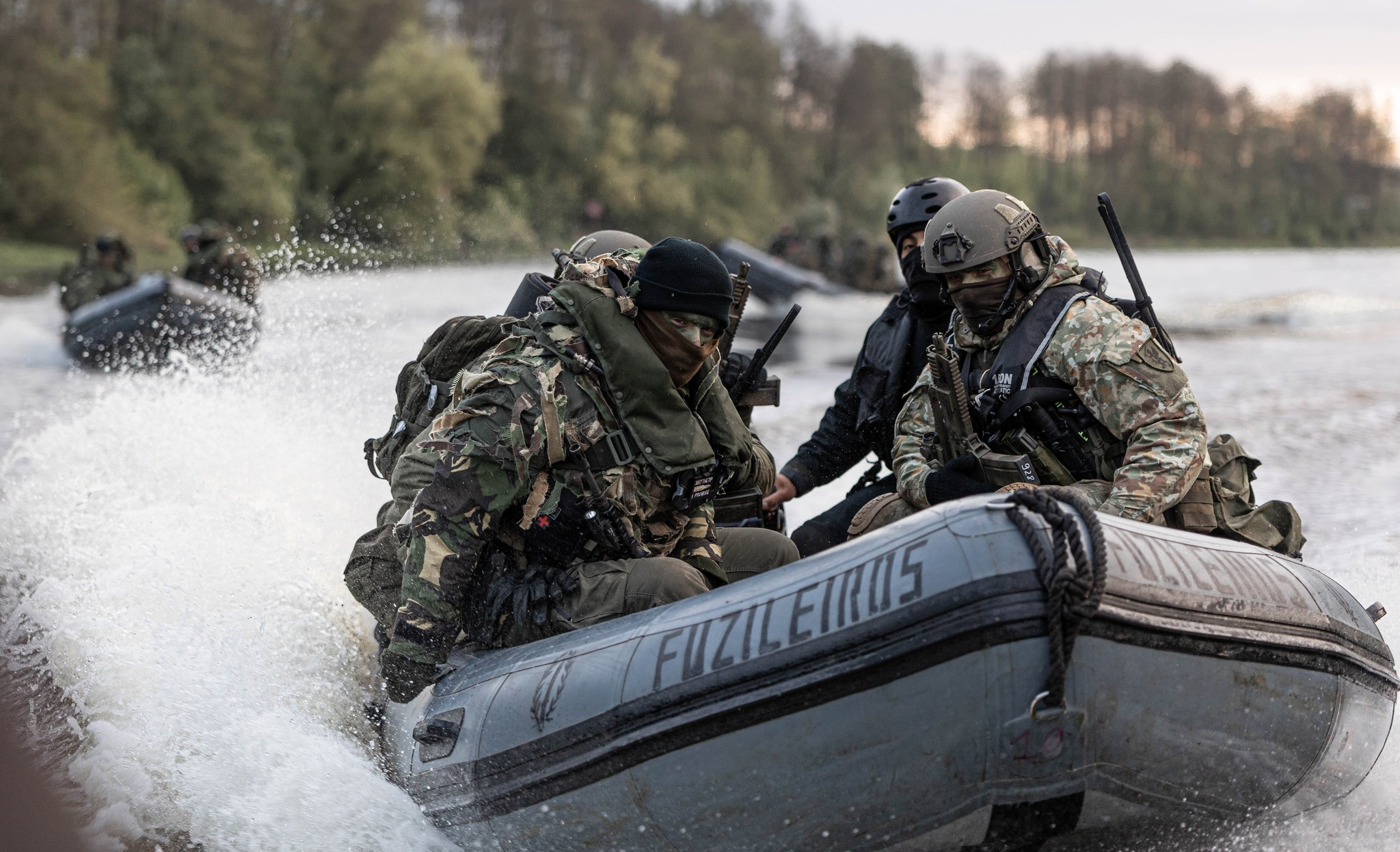
Разведчики бригады «Жемайтия» вместе с морской пехотой Португалии на учениях.
- 41-й отдельный артиллерийский дивизион Королевской нидерландской армии и артдивизион литовской бригады «Железный волк» на полигоне Пабраде проводят стрельбы из PzH 2000, 6 октября 2020
- Квалификационные учения БМП Вилкас.
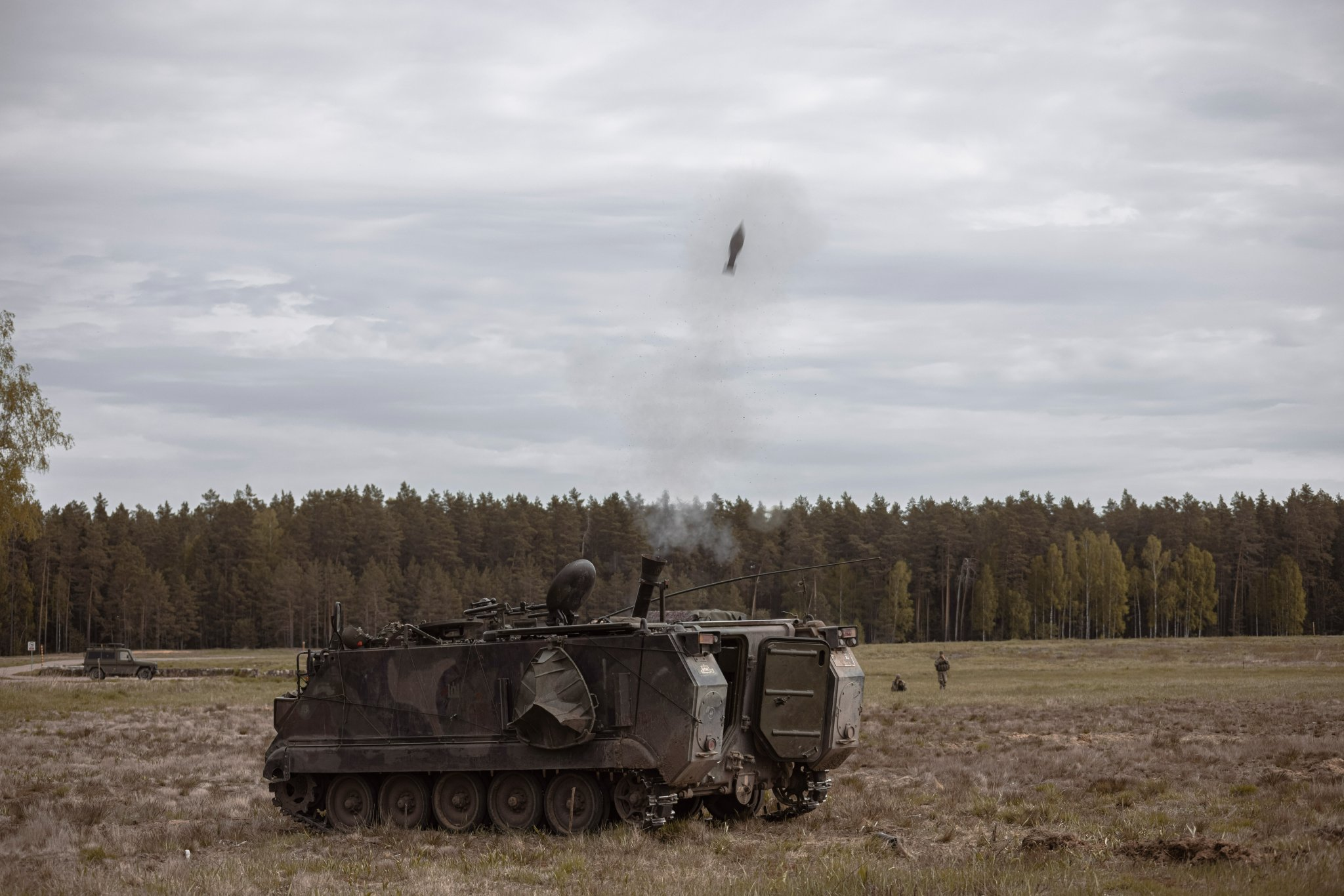
Самоходный миномёт Panzermorser M113

## Звания

### Символика и традиции

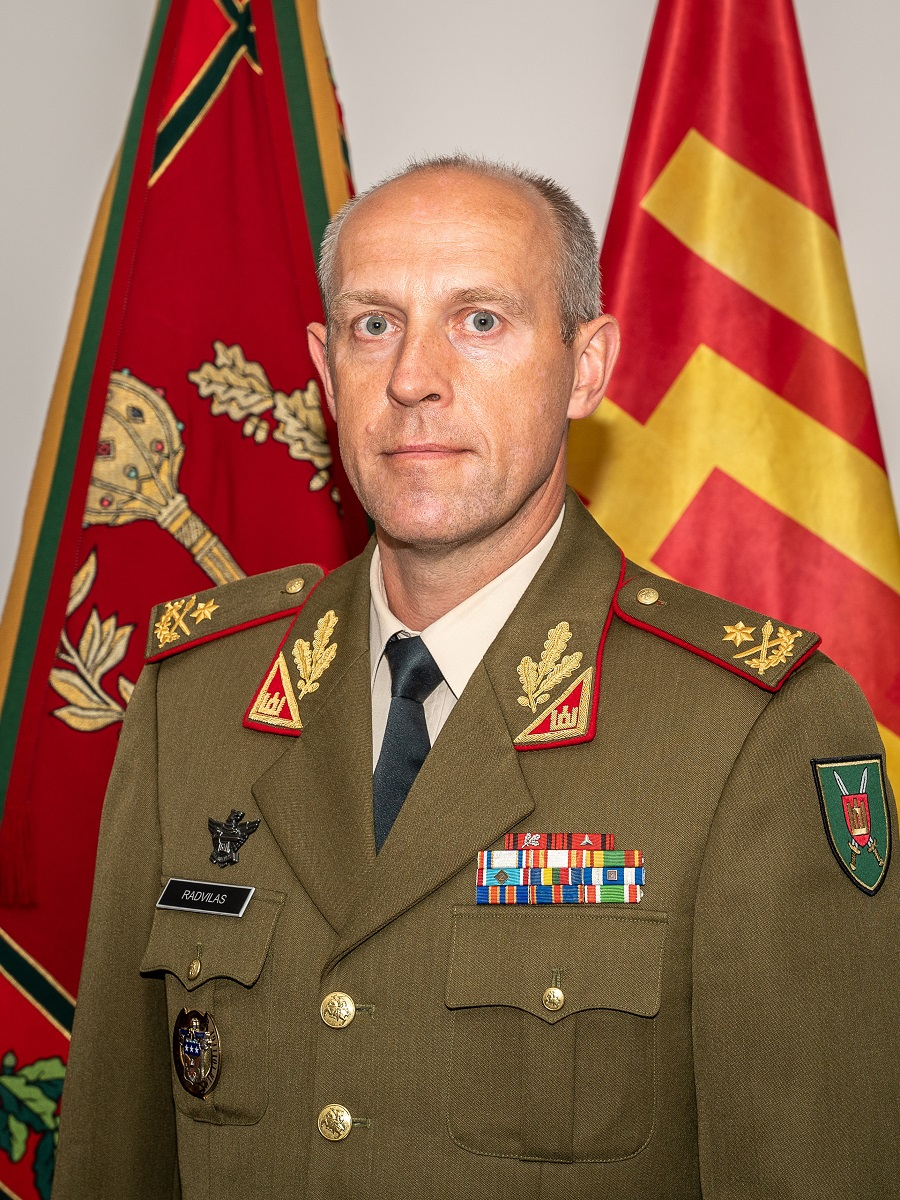
Командующий СВ, бригадный генерал Артурас Радвилас.

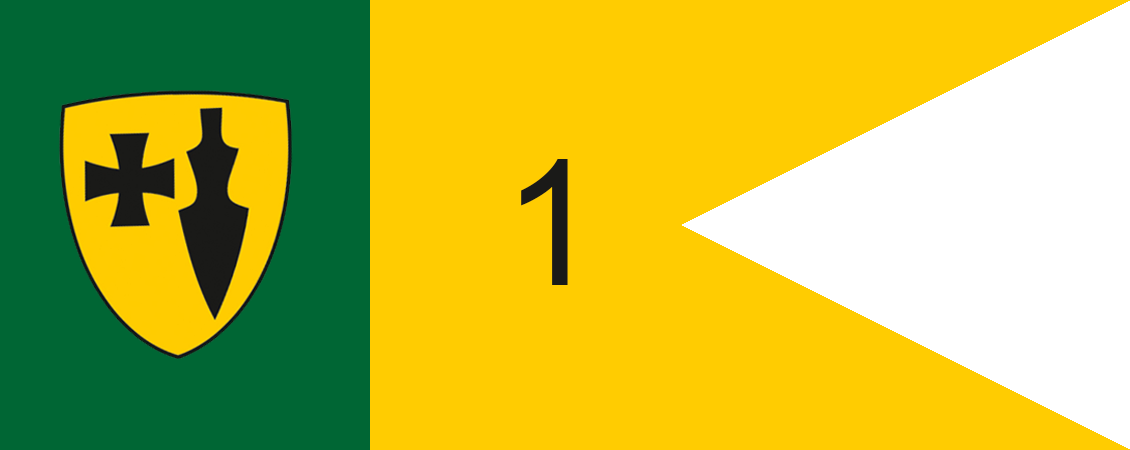
Прапорец 1-й пехотной роты Пехотного батальона «Великий князь Альгирдас».

Флаг Сухопутных Сил
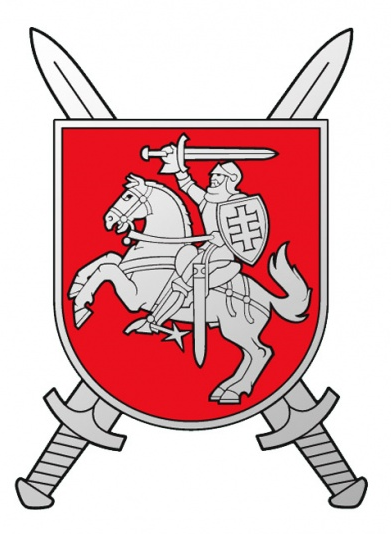
Кокарда Сухопутных сил
Воинским соединениям от батальона и выше при формировании части в торжественной обстановке вручается боевое знамя, традиционно за сохранность боевого знамени отвечает главный унтер-офицер части в звании сержанта-майора. Традиционно вместе с вручением знамени соединению каждое подразделение уровня роты (батареи) получает прапорец (лит. Vėlukas).
Наименования

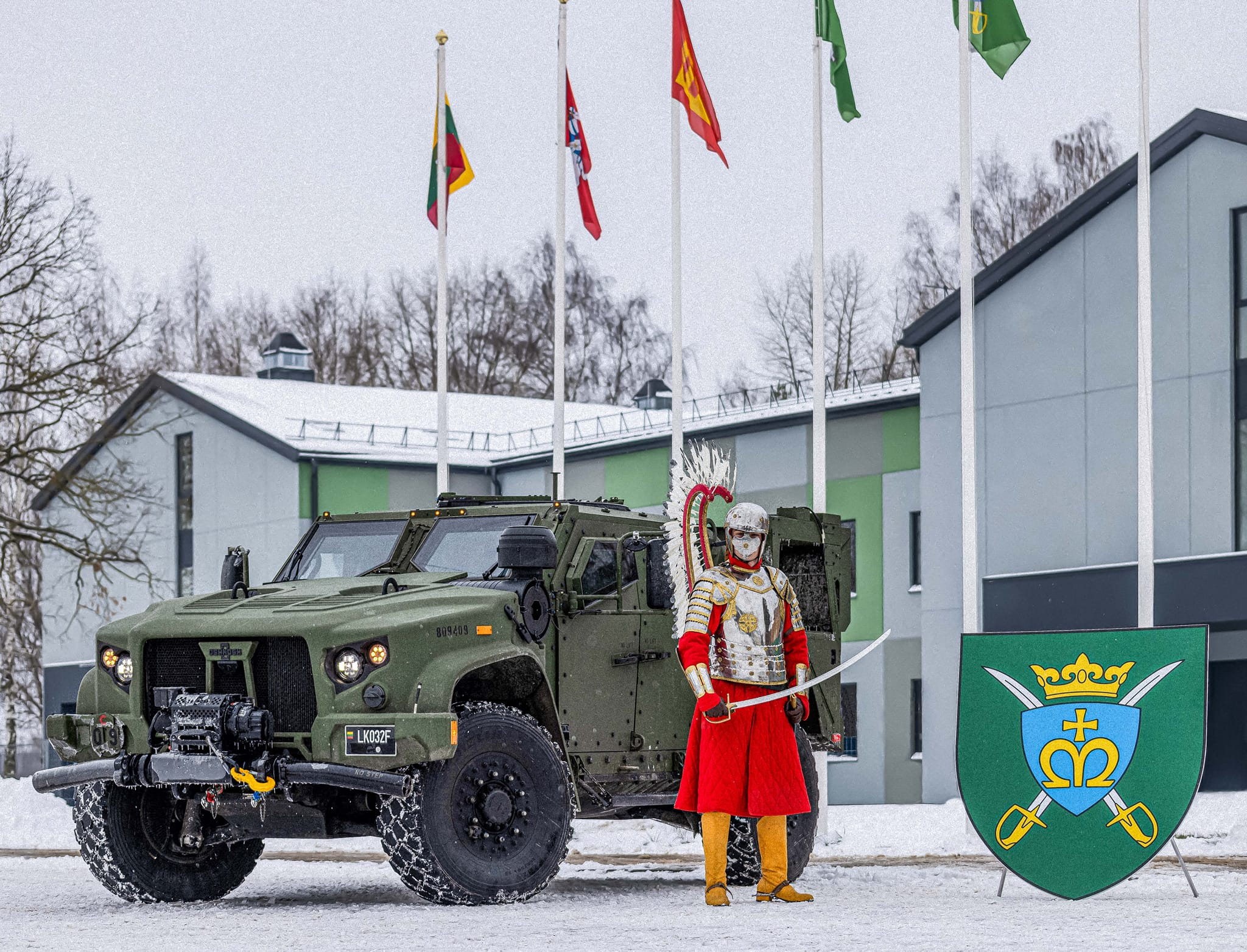
Литовский гусар и бронеавтомобиль JLTV.

В современной военной традиции Литвы используется система почётных наименований тесно связанных с военной историей Литвы разных периодов а также этнографическому делению страны (к примеру Пехотная бригада «Жемайтия» названа в честь одноимённого этнографического региона).
Межвоенные полки Войска Литовского (тогда соответствовавшие современным батальонам) именовались в честь князей, монархов, военачальников или заимствуя образы из балтийской мифологии (к примеру наименование Пехотной бригады «Железный волк» восходит к легенде о основании Вильнюса).
Восстановив независимость и Войско Литовское - начался процесс восстановления расформированных в 1940 году пехотных полков передав права на преемственность современным батальонам, реконструируя боевые знамёна исторических полков и вручая их, расположив батальоны на тех же местах где были расположены межвоенные войска, проводя культурно-воспитательную работу состава, отражая традиции и историю подразделений в церемониях (к примеру используя историческую униформу разных периодов) а также создавая музеи посвящённые истории воинских частей силами батальонов при содействии общественности.
Также в сухопутных силах присутствуют кавалерийские части — поскольку в межвоенный период в составе полевой армии Литвы имелись три кавалерийских полка, в современных сухопутных силах преемниками полков стали три батальона: уланский, гусарский, драгунский — фактически они как и в других странах от других видов пехоты не отличаются.
- 1-й пехотный полк «Великий князь литовский Гедиминас»
  - Восстановлен как одноимённый отдельный штабной батальон.
- 2-й пехотный полк «Великий князь литовский Альгирдас»
  - Восстановлен как пехотный батальон в составе пехотной бригады «Железный волк».
- 3-й пехотный полк «Великий князь литовский Витаутас» 
  - Восстановлен как егерский батальон, позднее переданный в Силы специальных операций.
- 4-й пехотный полк «Король Миндаугас»
  - Восстановлен как гусарский батальон в составе пехотной бригады «Железный волк», к 2024 году переформирован в танковый полк.
- 5-й пехотный полк «Великий князь литовский Кестутис»
  - Восстановлен как пехотный батальон в составе пехотной бригады «Жемайтия».
- 6-й пехотный полк «Пиленайский князь Маргирис»
  - Восстановлен как пехотный батальон в составе пехотной бригады «Жемайтия».
- 7-й пехотный полк «Жемайтийский князь Бутигейдис»
  - Восстановлен изначально как батальон морской пехоты, позднее как учебный добровольческий драгунский, а ныне боевой драгунский батальон в составе пехотной бригады «Жемайтия».
- 8-й пехотный полк «Каунасский князь Вайдотас»
  - Восстановлен как пехотный батальон в составе пехотной бригады «Железный волк».
- 9-й пехотный полк «Великий князь литовский Витянис»
  - Восстановлен как батальон прямой логистической поддержки в составе командования логистики.
- 1-й гусарский полк «Йонушас Радвилл»
  - Восстановлен как учебно-боевой полк в составе резервной лёгкой пехотной бригады «Аукштайтия».
- 2-й уланский полк «Великая княгиня Бируте»
  - Восстановлен как уланский (механизированный) батальон в составе пехотной бригады «Железный волк».
- 3-й полк драгунов «Железный волк»
  - Восстановлен как одноимённая пехотная бригада в составе национальной дивизии.
- Партизанский округ «Дайнава»
  - Восстановлен как 1 территориальный отряд добровольческих сил
- Партизанский округ «Дарюс и Гиренас»
  - Восстановлен как 2 территориальный отряд добровольческих сил
- Партизанский округ «Жемайтов»
  - Восстановлен как 3 территориальный отряд добровольческих сил
- Партизанский округ «Витис»
  - Восстановлен как 5 территориальный отряд добровольческих сил
- Партизанский округ «Пробуждение»
  - Восстановлен как 6 территориальный отряд добровольческих сил
- Партизанский округ «Великая борьба»
  - Восстановлен как 8 территориальный отряд добровольческих сил

Памятные дни
Сухопутные силы (15 июля) — День битвы при Жальгирисе (Грюнвальдская битва, 1410).
- Добровольческие силы (17 января) — День создания ДСОК (1991).
- Инженеры (15 августа) — День создания отдельного батальона инженерии (1993)
- Артиллерия (4 декабря) — День святой Варвары Илиопольской покровительницы артиллеристов и войск ПВО.
- Парашютисты (29 сентября) — День литовских военных парашютистов.

| Сухопутные силы                            | Сухопутные силы   | Сухопутные силы                         | Сухопутные силы                 | Сухопутные силы                      | Сухопутные силы       | Сухопутные силы                             | Сухопутные силы | Сухопутные силы   | Сухопутные силы                          | Сухопутные силы       | Сухопутные силы |
| ------------------------------------------ | ----------------- | --------------------------------------- | ------------------------------- | ------------------------------------ | --------------------- | ------------------------------------------- | --------------- | ----------------- | ---------------------------------------- | --------------------- | --------------- |
|                                            | Высшие офицеры    | Высшие офицеры                          | Высшие офицеры                  | Высшие офицеры                       | Старшие офицеры       | Старшие офицеры                             | Старшие офицеры | Младшие офицеры   | Младшие офицеры                          | Младшие офицеры       | Курсанты        |
| Погоны к парадно-повседневной форме одежды |                   |                                         |                                 |                                      |                       |                                             |                 |                   |                                          |                       |                 |
| Нашивка                                    |                   |                                         |                                 |                                      |                       |                                             |                 |                   |                                          |                       |                 |
| Звание                                     | Генерал Generolas | Генерал-лейтенант Generolas leitenantas | Генерал-майор Generolas majoras | Бригадный генерал Brigados generolas | Полковник Pulkininkas | Полковник-лейтенант Pulkininkas leitenantas | Майор Majoras   | Капитан Kapitonas | Старший-лейтенант Vyresnysis leitenantas | Лейтенант Leitenantas | Юнкер Kariūnas  |
| Код НАТО                                   | OF-9              | OF-8                                    | OF-7                            | OF-6                                 | OF-5                  | OF-4                                        | OF-3            | OF-2              | OF-1                                     | OF-1                  | Cadet           |

| Сухопутные силы                            | Сухопутные силы                 | Сухопутные силы  | Сухопутные силы                                      | Сухопутные силы              | Сухопутные силы                                             | Сухопутные силы                      | Сухопутные силы                          | Сухопутные силы   | Сухопутные силы  | Сухопутные силы                    | Сухопутные силы | Сухопутные силы                     |
|                                            | Унтер-офицеры                   | Унтер-офицеры    | Унтер-офицеры                                        | Унтер-офицеры                | Унтер-офицеры                                               | Унтер-офицеры                        | Унтер-офицеры                            | Унтер-офицеры     | Унтер-офицеры    | Солдаты                            | Солдаты         | Солдаты                             |
| ------------------------------------------ | ------------------------------- | ---------------- | ---------------------------------------------------- | ---------------------------- | ----------------------------------------------------------- | ------------------------------------ | ---------------------------------------- | ----------------- | ---------------- | ---------------------------------- | --------------- | ----------------------------------- |
| Погоны к парадно-повседневной форме одежды |                                 |                  |                                                      |                              |                                                             |                                      |                                          |                   |                  |                                    |                 |                                     |
| Нашивка                                    |                                 |                  |                                                      |                              |                                                             |                                      |                                          |                   |                  |                                    |                 |                                     |
| Звание                                     | Сержант-майор Seržantas majoras | Старшина Viršila | Штаб-сержант специалист Štabo seržantas specialistas | Штаб-сержант Štabo seržantas | Старший сержантспециалист Vyresnysis seržantas specialistas | Старший сержант Vyresnysis seržantas | Сержантспециалист Seržantas specialistas | Сержант Seržantas | Капрал Grandinis | Старший рядовой Vyresnysis eilinis | Рядовой Eilinis | Младший рядовой Jaunesnysis eilinis |
| Соответствующее звание вооружённых сил РФ  | Старший прапорщик               | Старшина         | Старший сержант                                      | Старший сержант              | Сержант                                                     | Сержант                              | Сержант                                  | Сержант           | Младший сержант  | Рядовой                            | Рядовой         | Рядовой                             |
| Код НАТО                                   | OR-9                            | OR-8             | OR-7                                                 | OR-7                         | OR-6                                                        | OR-6                                 | OR-5                                     | OR-5              | OR-4             | OR-3                               | OR-2            | OR-1                                |